# Dreikönigskuchen

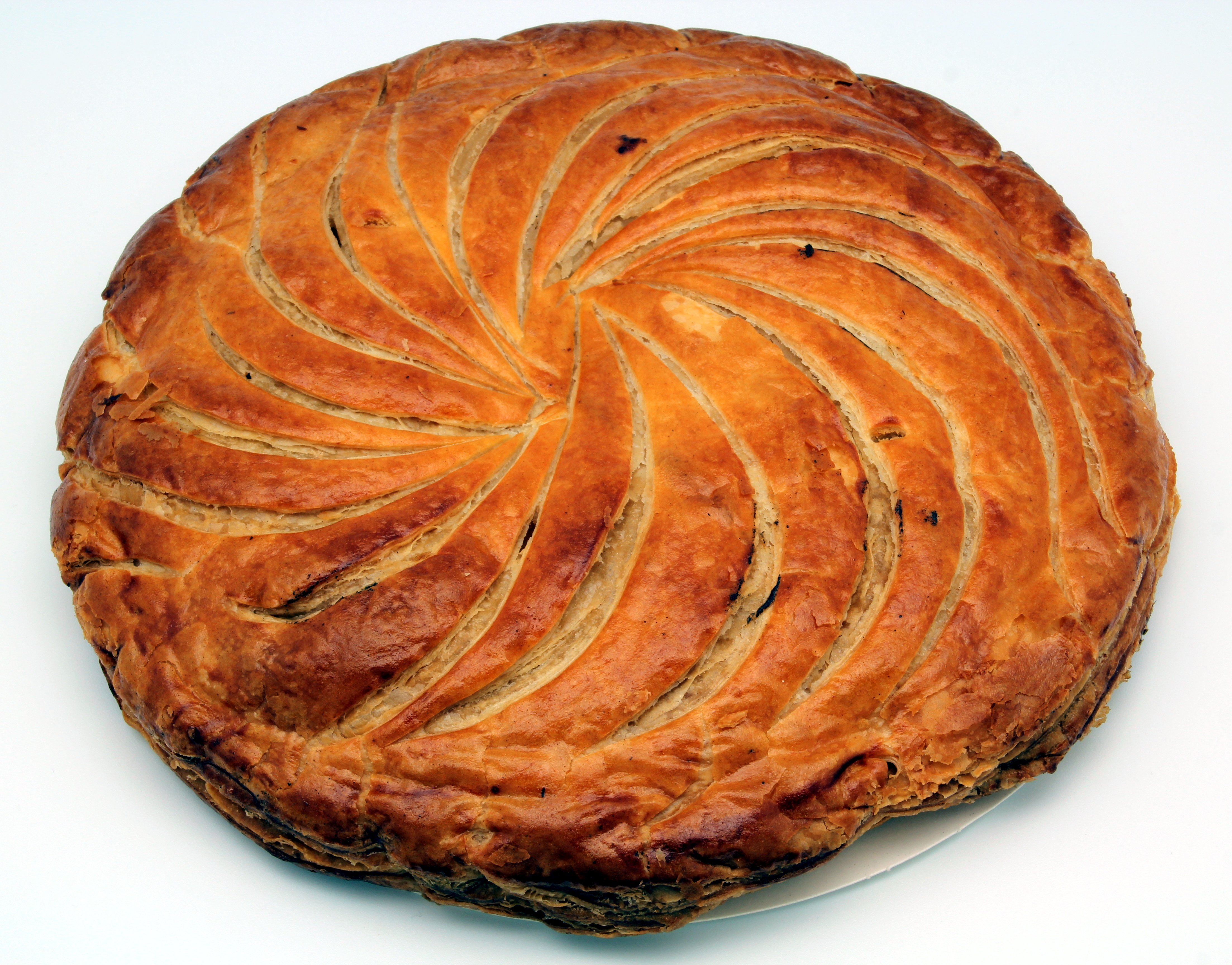
Französische Galette des Rois

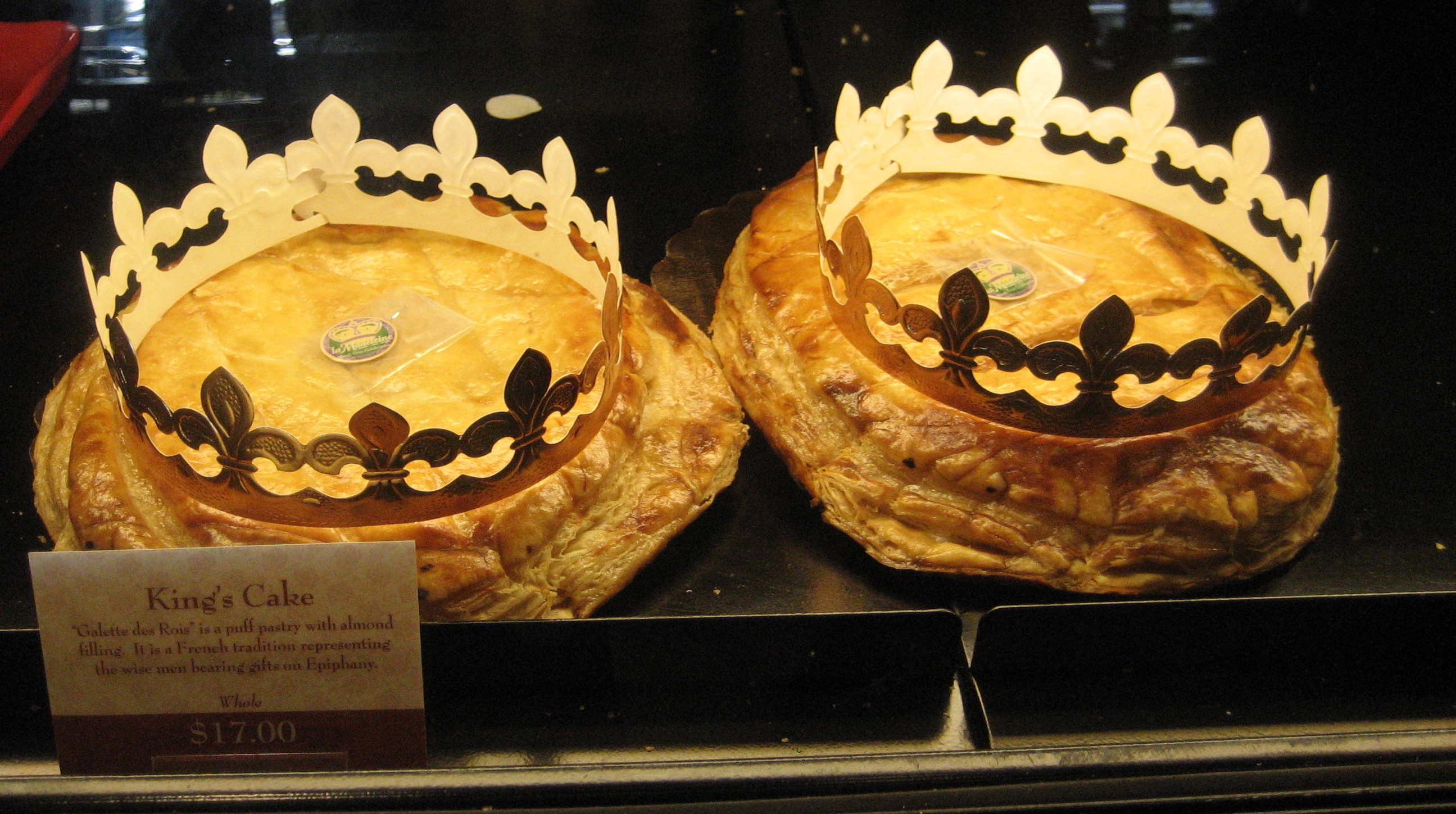
Dreikönigskuchen mit Pappkronen

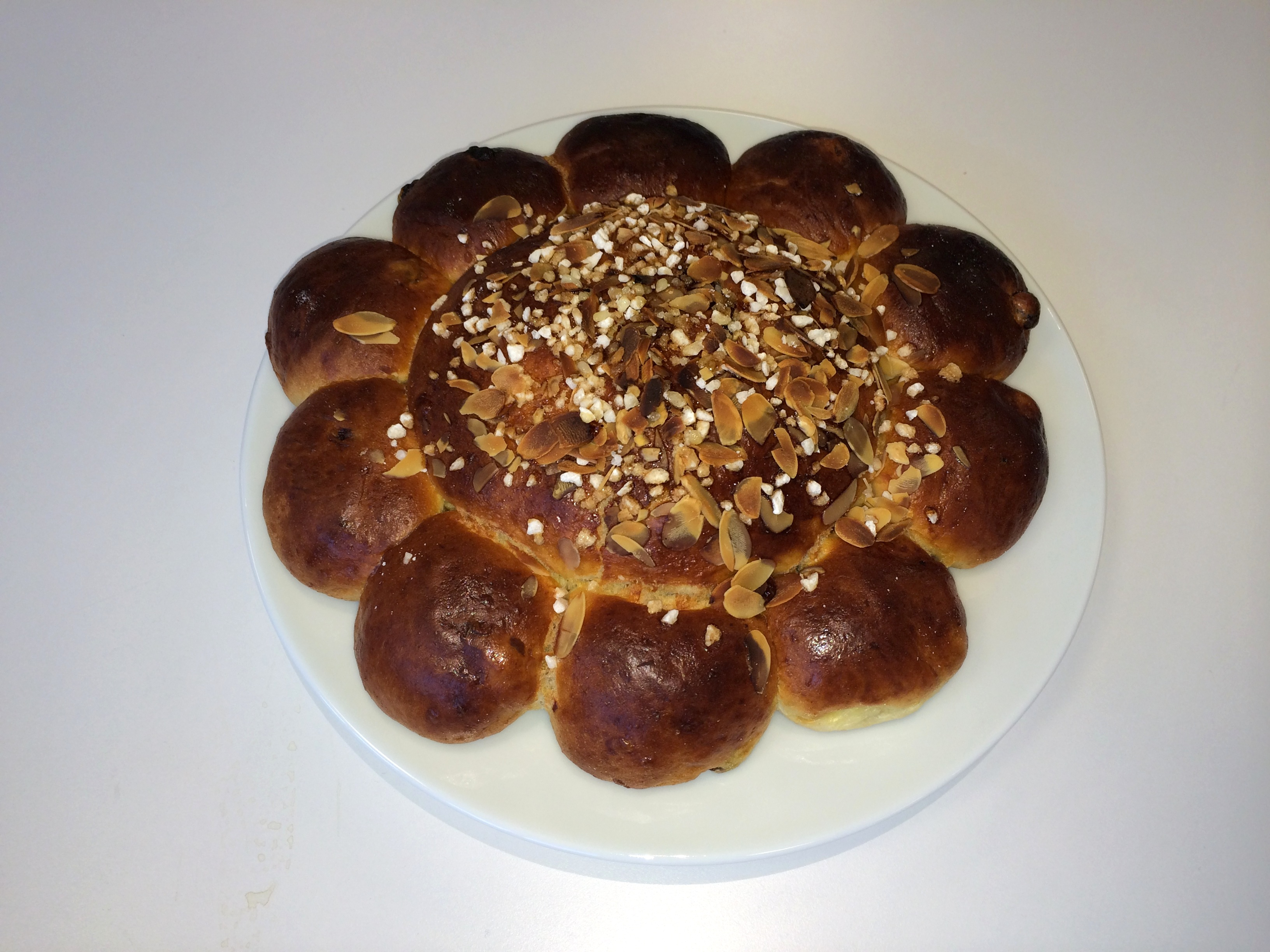
Großer Schweizer Dreikönigskuchen

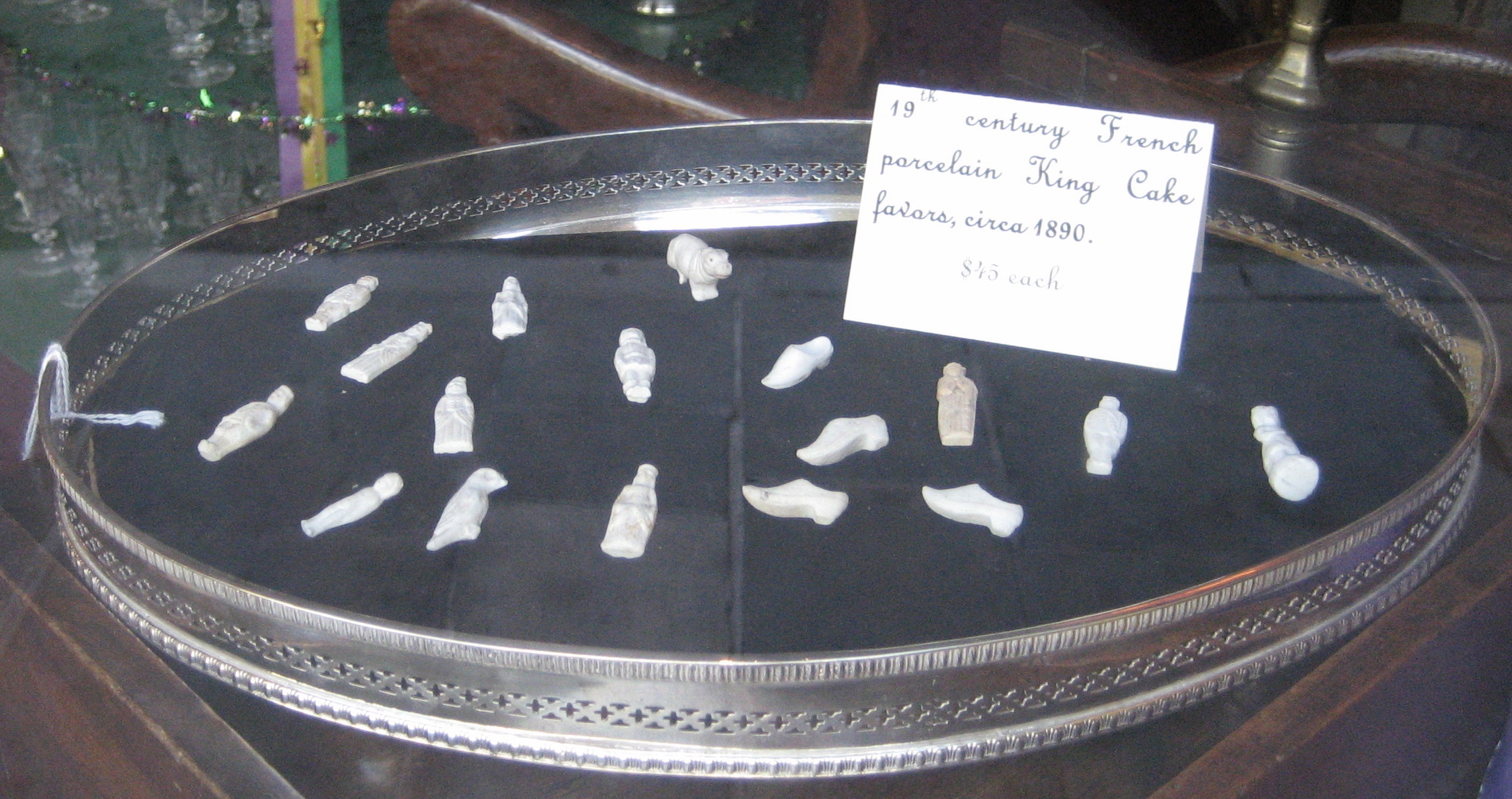
Französische Dreikönigskuchen-Figuren aus dem 19. Jahrhundert

Der Dreikönigskuchen oder Königskuchen (englisch King Cake oder King’s Cake, französisch Galette des Rois, portugiesisch Bolo-rei, spanisch Roscón de Reyes) ist ein traditionelles Festtagsgebäck, das zum 6. Januar, dem Tag der Erscheinung des Herrn (Epiphanias), dem Festtag der heiligen drei Könige gebacken wird. Mit seiner Hilfe wird der Bohnenkönig gelost.

## Geschichte
Im Jahr 1561 gibt die Schrift des Johannes Böhm „Mores leges et ritus omnium gentium“ die erste literarische Erwähnung des Brauchs, eine Bohne oder Münze in den Königskuchen (Honigkuchen) einzubacken. Martin Lienharts Elsässisches Wörterbuch berichtet aus dem Jahre 1572: „noch werden die bonen im königküchen auff die heyligen dreykönigtag gefunden“, und aus dem Jahr 1625: „uff den hl. Dreikönigstag pflegen sie Königskuchen zu backen und in einem iedwedern Kuchen steckt eine Bohne, und wer dan dieselbige bekompt, der wirdt für den König gehalten.“
Der Brauch soll schon vor der Reformation verbreitet gewesen sein. In einem Düsseldorfer Kloster soll man ab 1607 die Bohne durch einen Kuchenpfennig abgelöst haben. Jacob Grimm bringt in seinem Wörterbuch den Königskuchen mit dem Auffahrtstag in Verbindung.

## Regionale Unterschiede
Regional sind die Rezepturen sehr unterschiedlich, gemeinsam ist aber allen Dreikönigskuchen, dass eine getrocknete Bohne, eine Mandel, eine Münze oder ein anderer kleiner Gegenstand, heute oft eine kleine Figur in Form eines Königs oder eines Babys eingebacken wird. Wer beim Essen auf diesen Glücksbringer stößt, ist für einen Tag König. Verschiedene Varianten des Kuchens sind heute vor allem in der Schweiz, Frankreich, Luxemburg, England und Spanien, Mexiko und New Orleans verbreitet und werden zunehmend auch von Bäckereien in Deutschland angeboten.

### In Deutschland
Nach den Leitsätzen für feine Backwaren wird der Königskuchen aus Sandmasse mit kandierten Früchten hergestellt. Der altdeutsche Königskuchen wird aus besonders schwerer Sandmasse hergestellt, während der Königskuchen rheinischer Art zusätzlich noch in Blätterteig gewickelt gebacken wird.

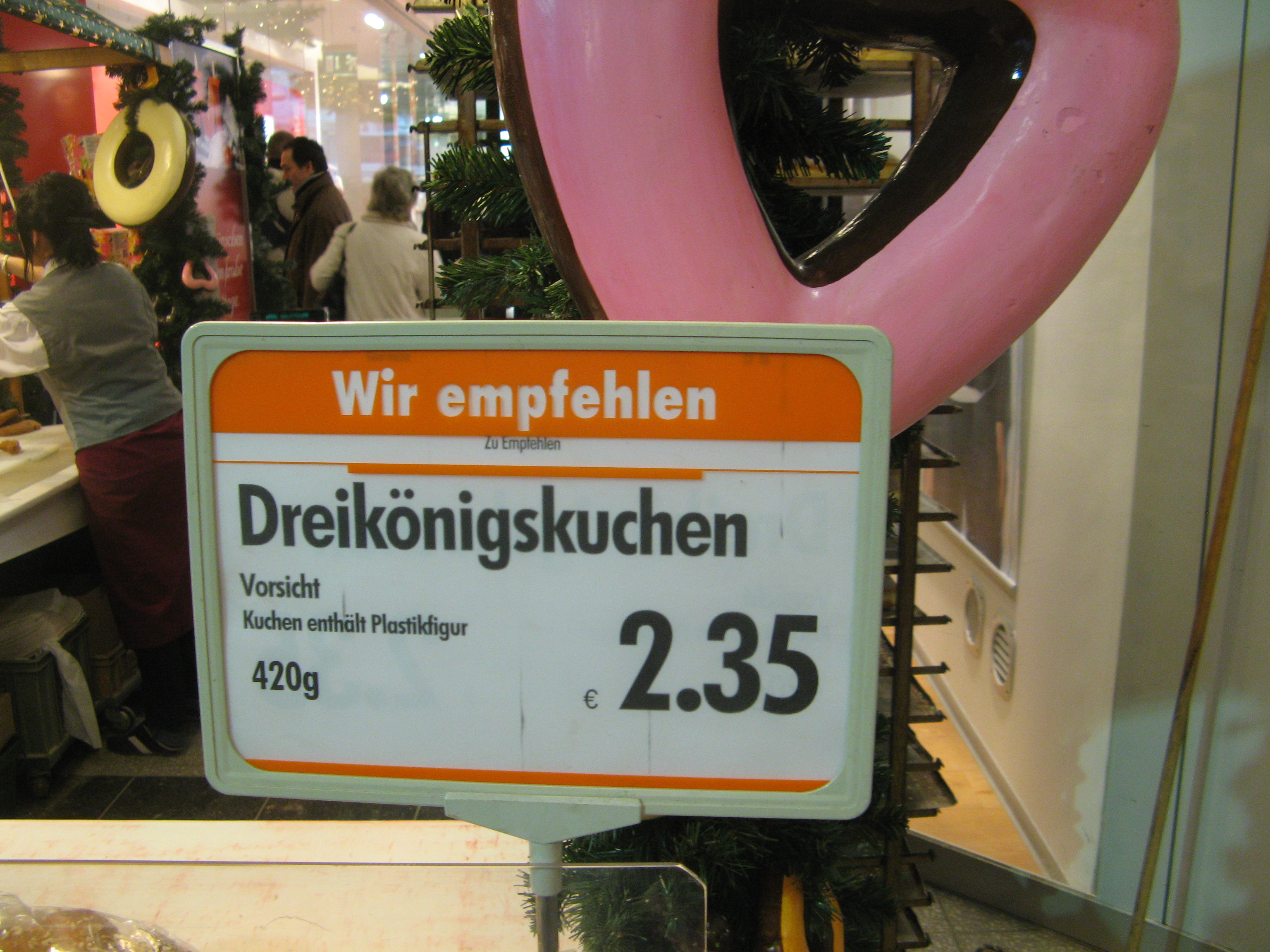
Angebot im Warenhaus

### In der Schweiz
In der Schweiz wird der Dreikönigskuchen aus süßem Hefeteig hergestellt, der zu Kugeln geformt, blütenförmig angeordnet und mit Mandelblättchen und Hagelzucker bestreut wird. Die meisten Schweizer backen ihren Dreikönigskuchen nicht selbst, sondern kaufen ihn samt goldener Papierkrone zum Aufsetzen im Supermarkt oder beim Bäcker. In diesen industriell gefertigten Dreikönigskuchen ist ein kleiner König aus Kunststoff eingebacken.
Der fast vergessene Brauch des Bohnenkönigs wurde in der Schweiz in den 1950er Jahren durch den Brotforscher Max Währen wiederbelebt und in der Richemont Fachschule kreiert und umgesetzt. Der Berner Versicherungsbeamte Max Währen (1919–2008) erhielt für die in seiner Freizeit betriebenen Forschungen in der Brot- und Gebäckkunde 1979 den Ehrendoktortitel der ETH Zürich.
Der dazugehörige Dreikönigskuchen ist heute landesweit verbreitet und erfreut sich großer Beliebtheit: Allein die Jowa AG, die Bäckerei des Großverteilers Migros, produzierte im Jahr 2000 mehr als 500.000 Dreikönigskuchen, bei der schweizerischen Lebensmittelgenossenschaft Coop wurden rund 250.000 Kuchen produziert. Die Pistor als Zulieferbetrieb für die gewerblichen Bäckereien in der Schweiz, die unter anderem auch die Königs-Plastikfigürchen liefert, gibt die Produktionsmenge für die Bäckereien mit «mehreren hunderttausend» an. Auf den enormen Erfolg und die große Verbreitung deuten auch die Verkaufszahlen der Königsfigürchen hin: 2004 wurden gegen eine halbe Million Kunststoffkönige an die gewerblichen Bäckereien geliefert, wobei die Migros und der Coop über separate Figürchenlieferanten verfügen. Insgesamt dürften aktuell in der Schweiz jährlich gegen 1,5 Millionen Dreikönigskuchen verkauft werden. Damit käme rechnerisch auf jeden Haushalt ein Kuchen, wobei die Tendenz nach wie vor klar steigend ist. Kaum ein anderer Brauch ist in der Schweiz ähnlich weit verbreitet.

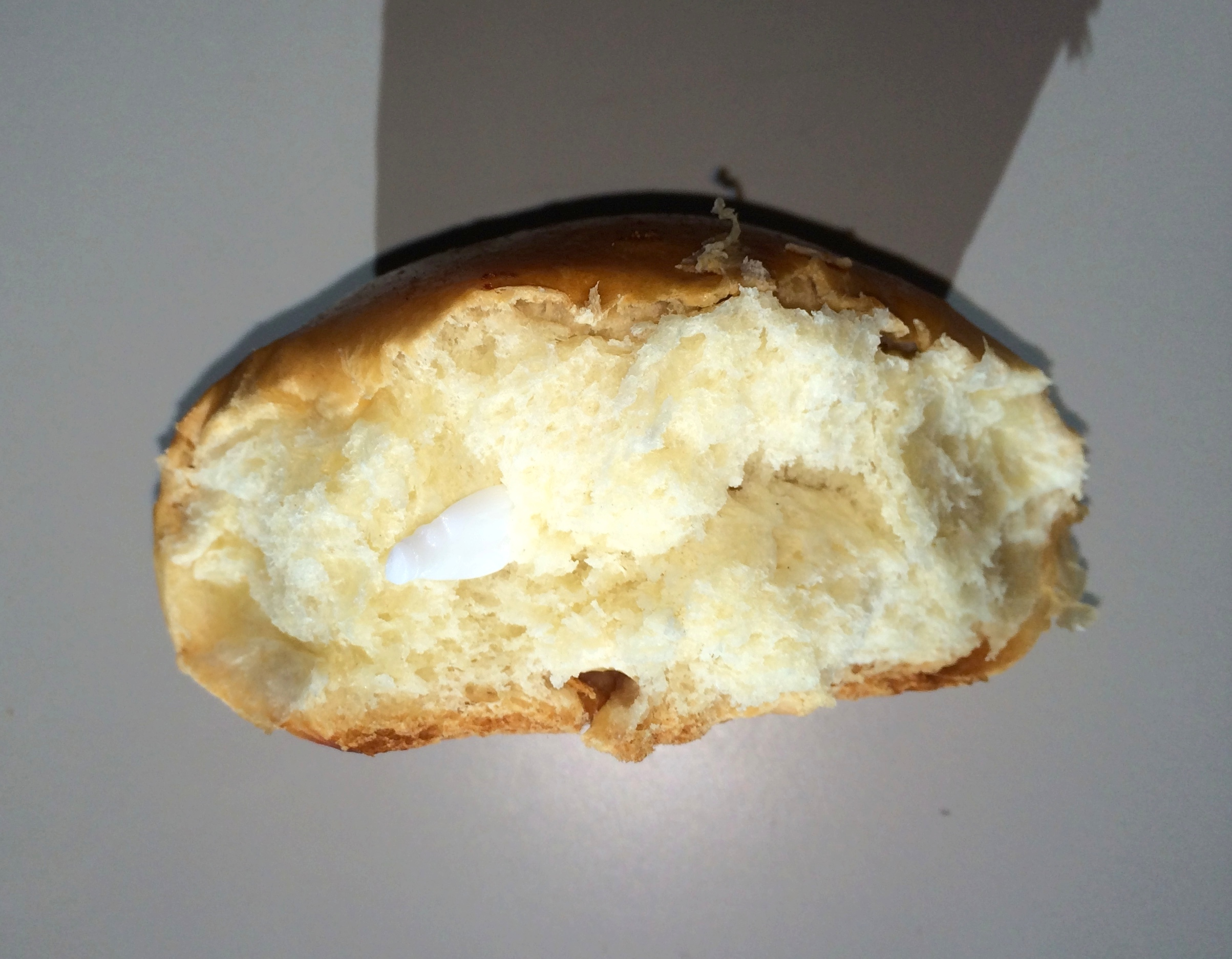
König im Kuchen
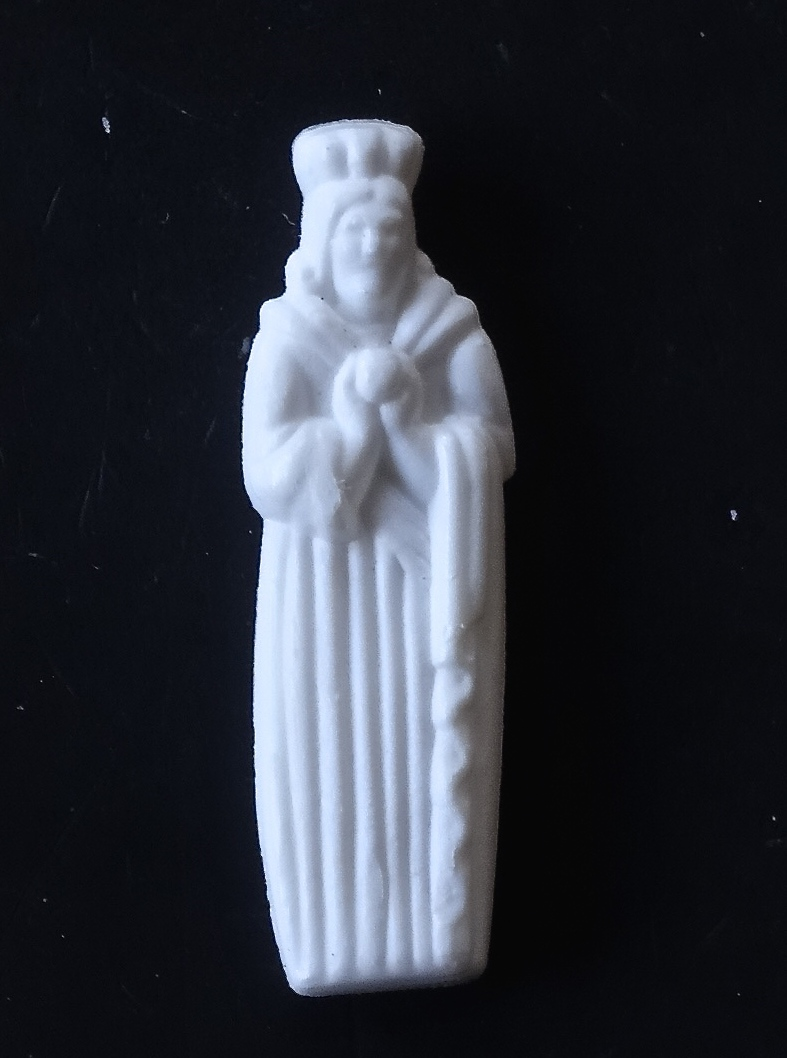
Dreikönigsfigur, 3 cm groß

### In Griechenland
In Griechenland wird eine Münze in den Vasilopita (wörtlich: Königs-Brot) genannten Dreikönigskuchen eingebacken, der traditionell am 1. Januar verzehrt wird.

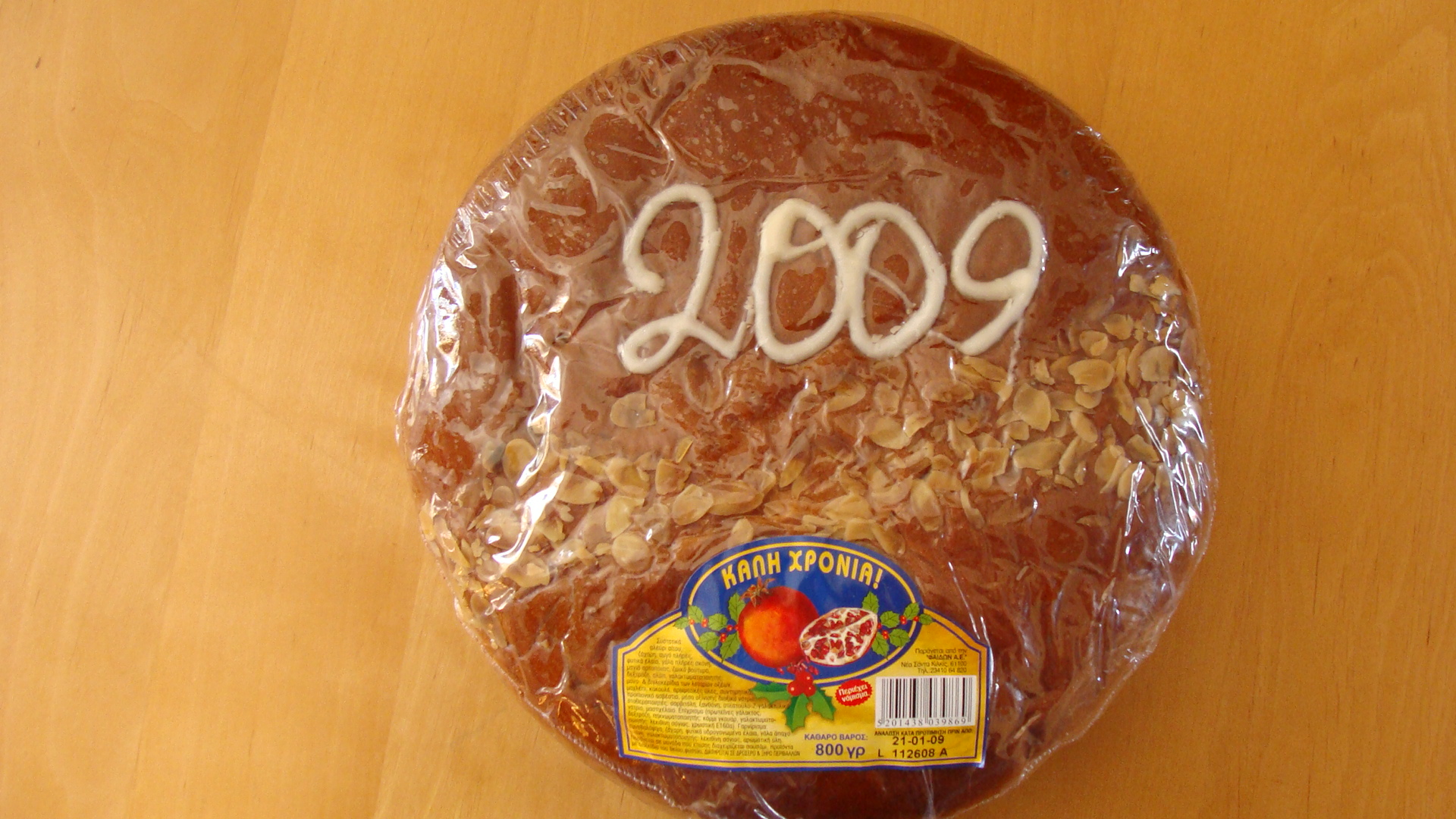
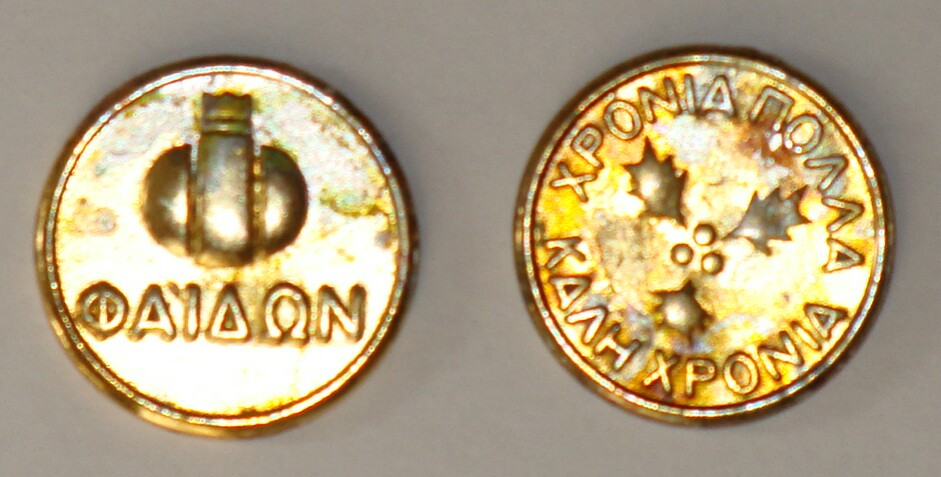

### In Frankreich

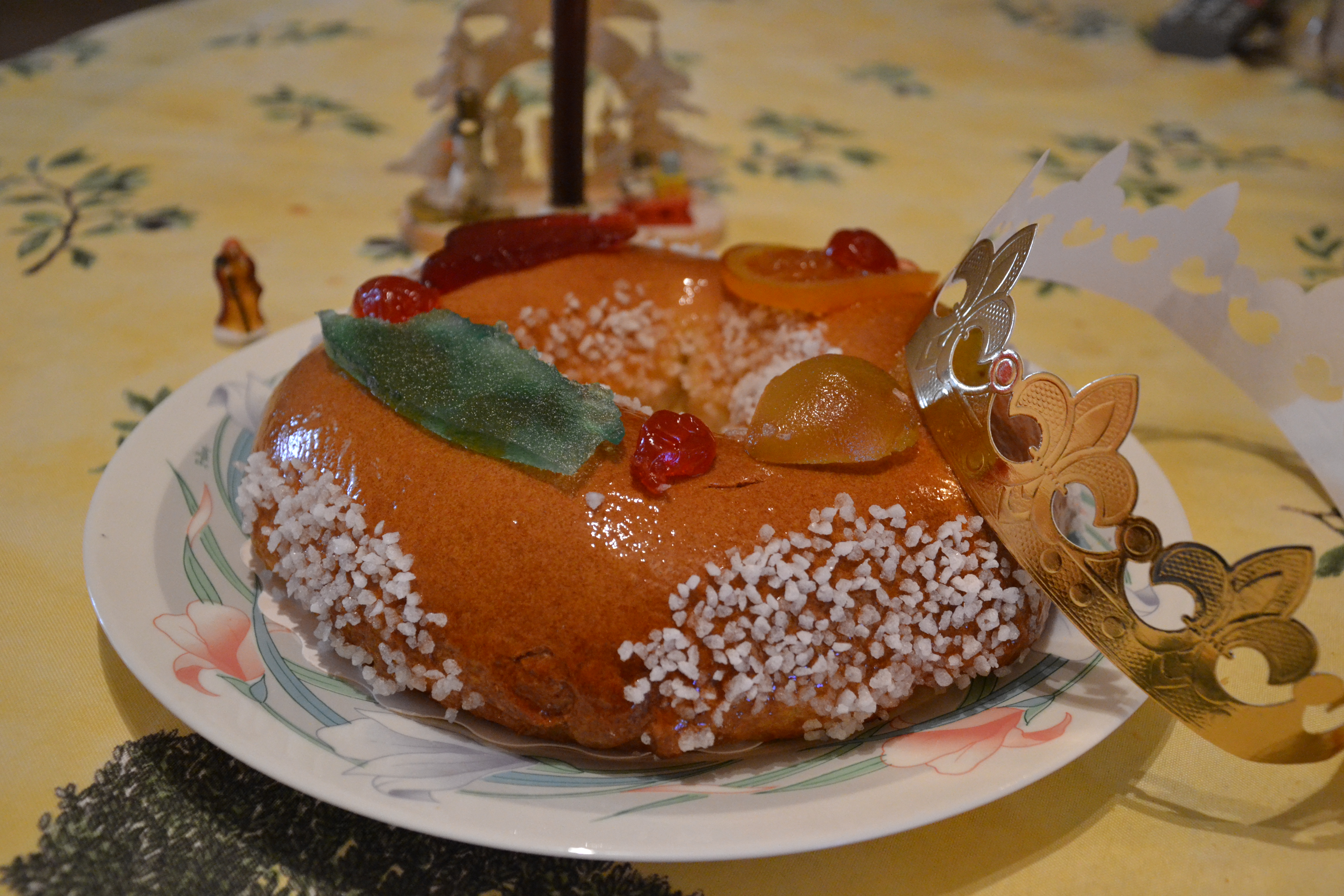
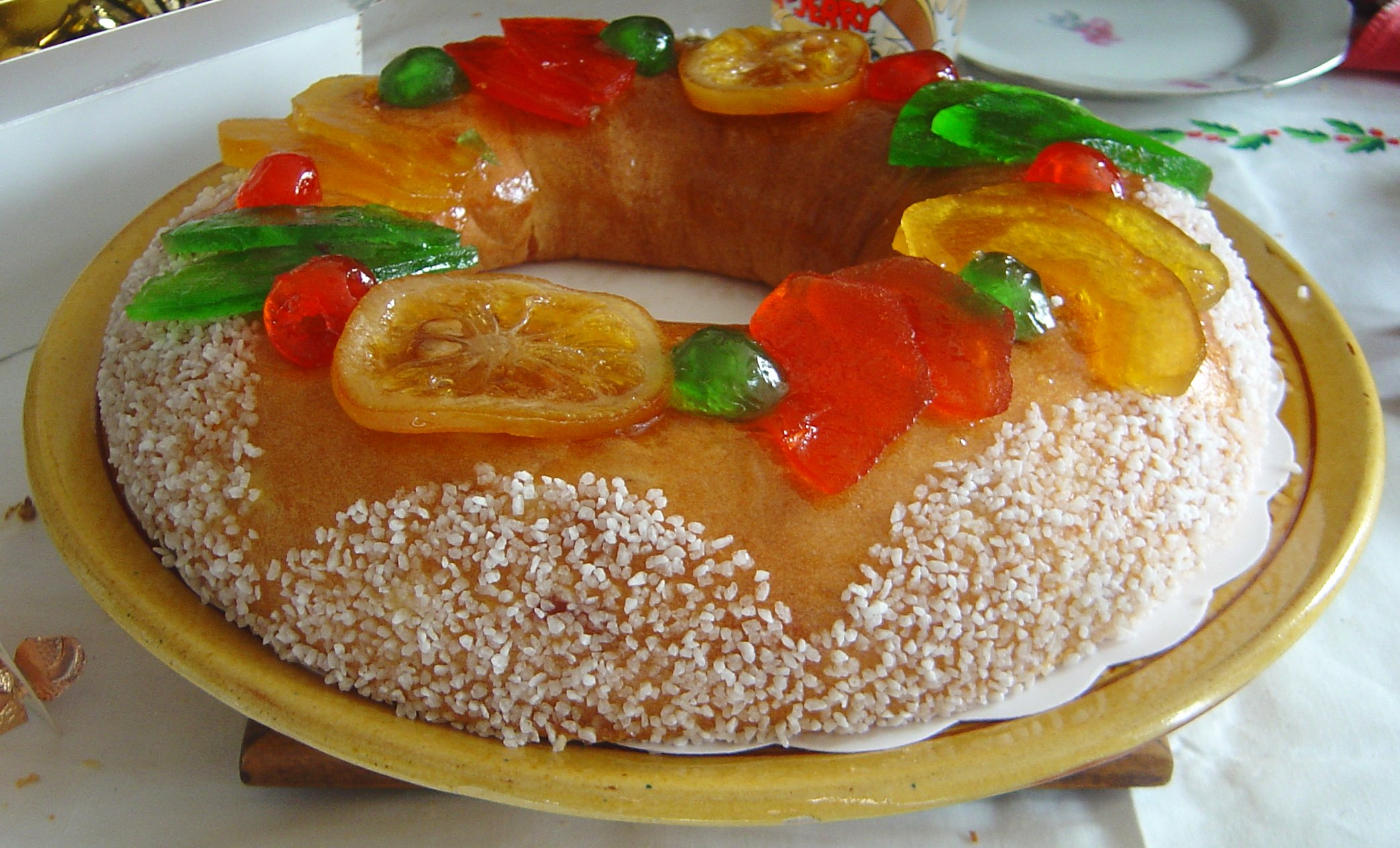
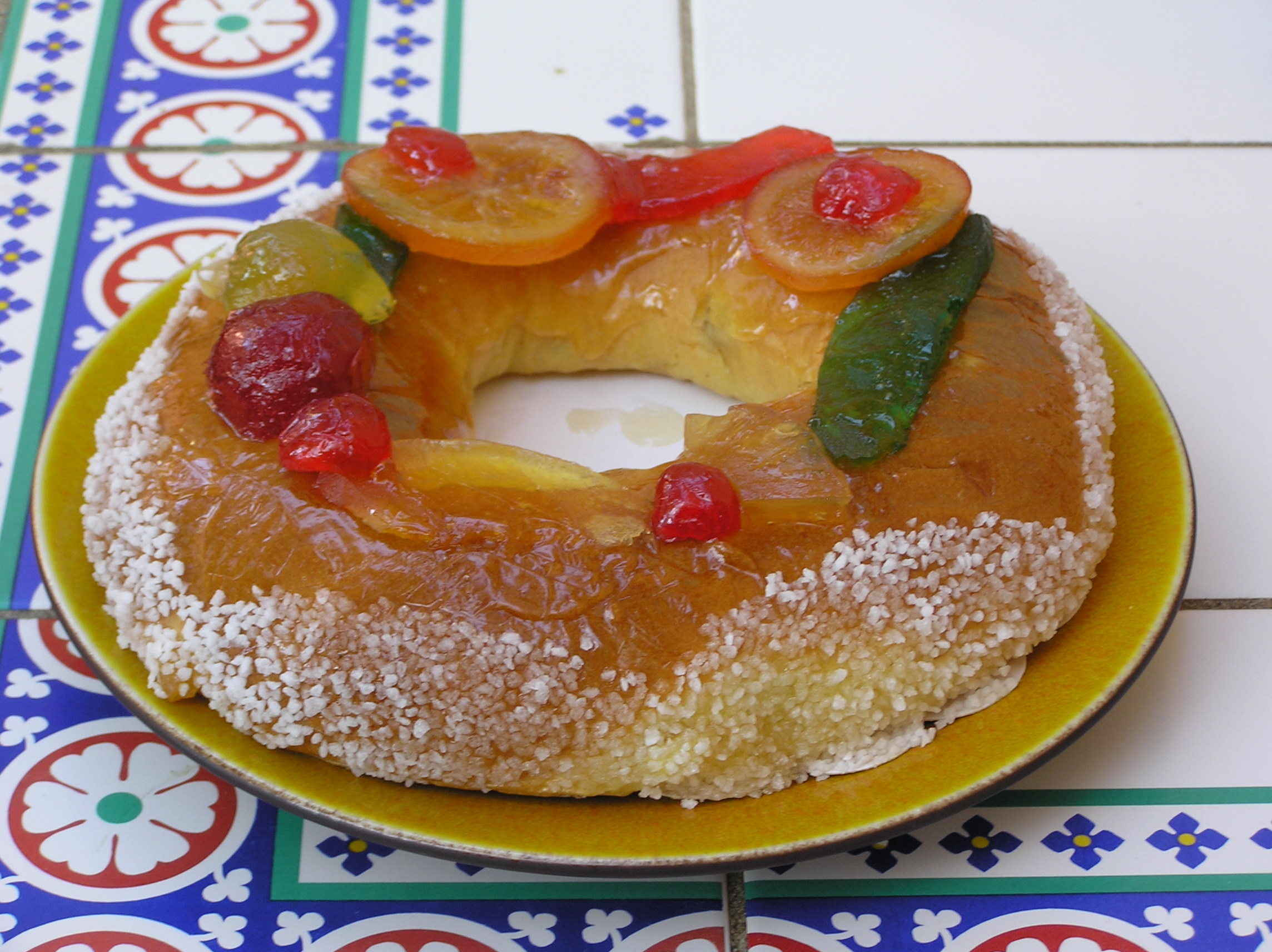

Es gibt zwei Arten von Kuchen. Im Norden Frankreichs, in der Schweiz, in Belgien, in Luxemburg, in Québec, in Libanon und in Akadien isst man traditionell die Galette des Rois aus Blätterteig, häufig mit einer Marzipanfüllung. Im Süden Frankreichs gibt es die Couronne oder den Gâteau des Rois, die aus Briocheteig hergestellt und mit kandierten Früchten gefüllt bzw. verziert wird. In jedem Kuchen wird eine Porzellanfigur versteckt.

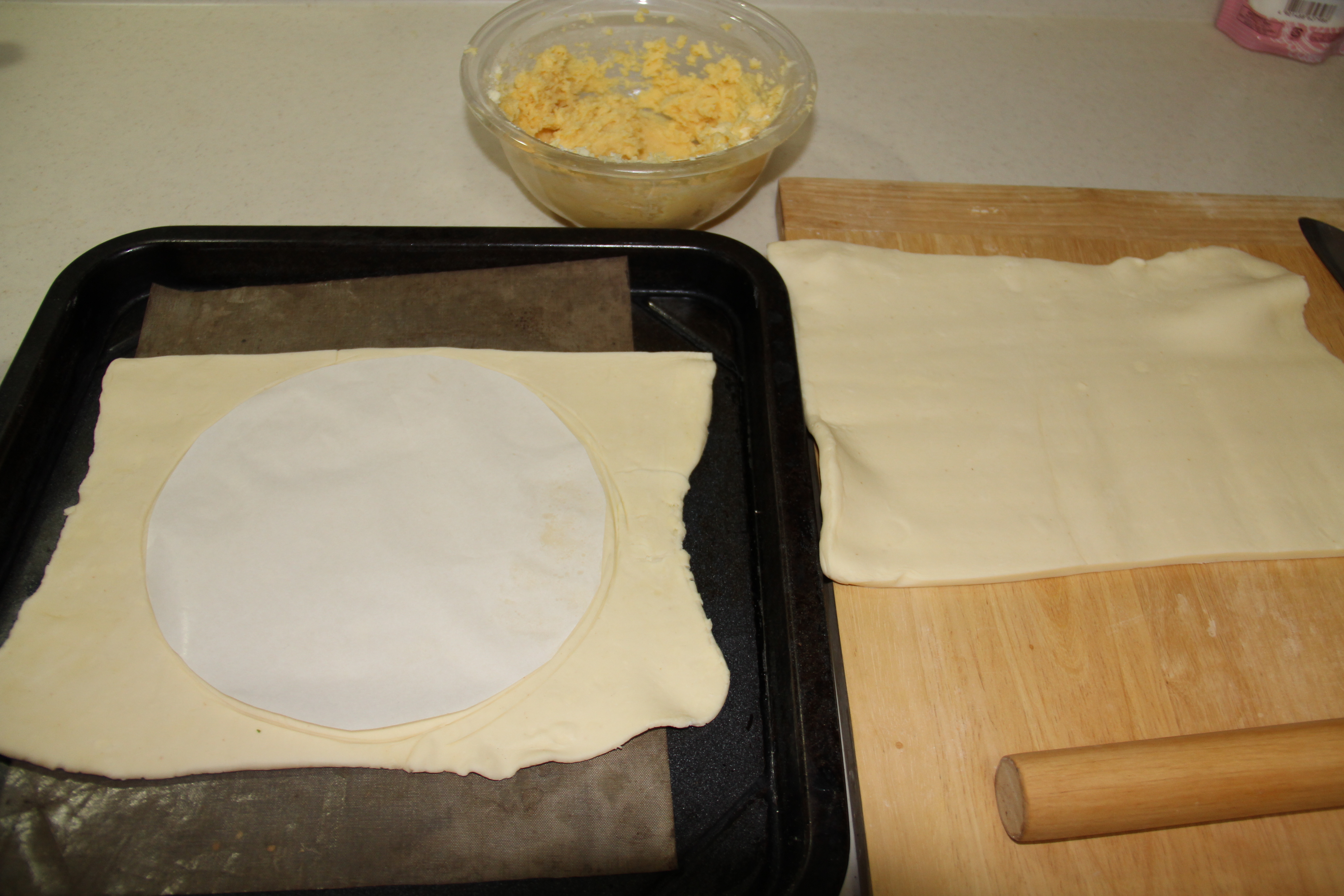
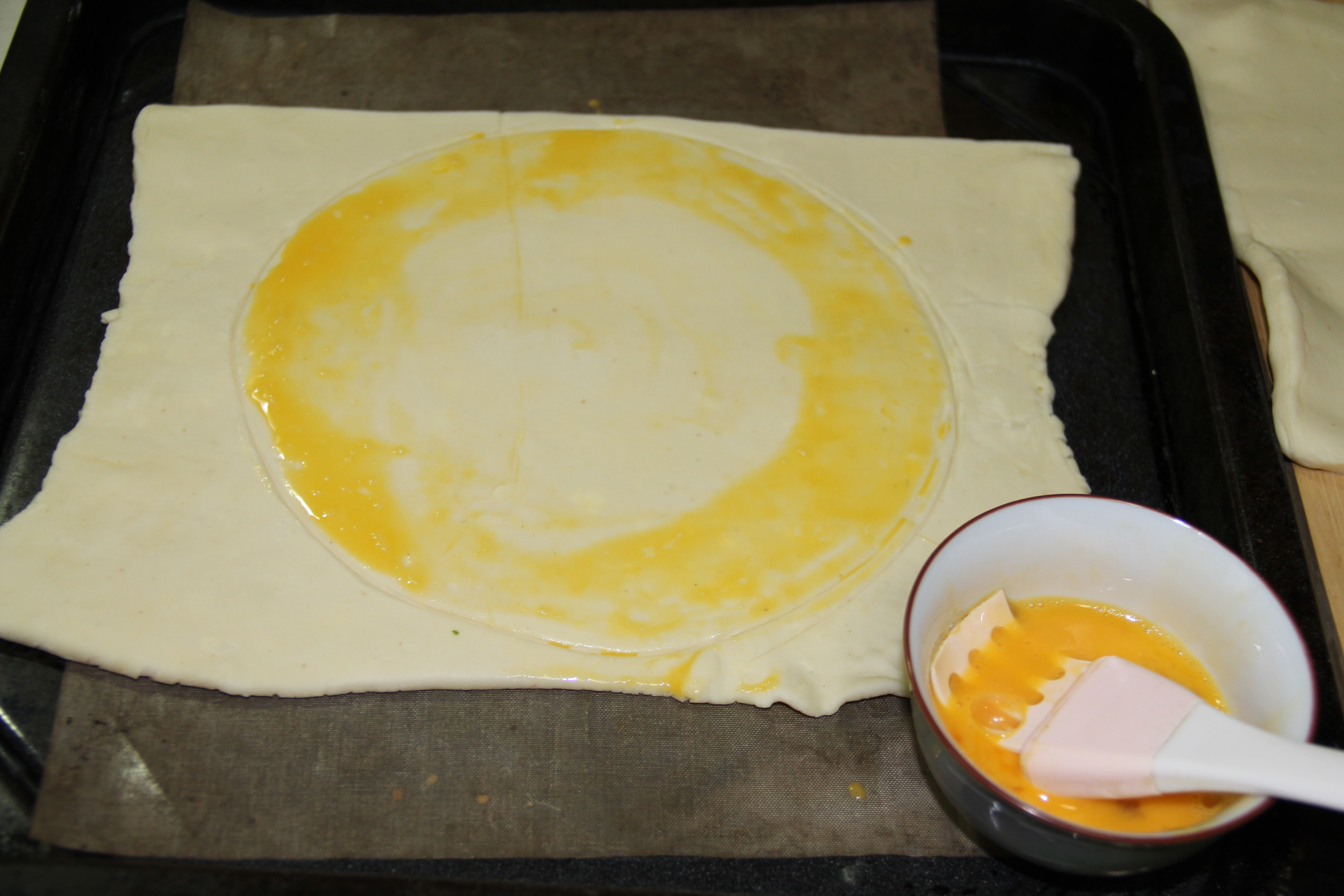
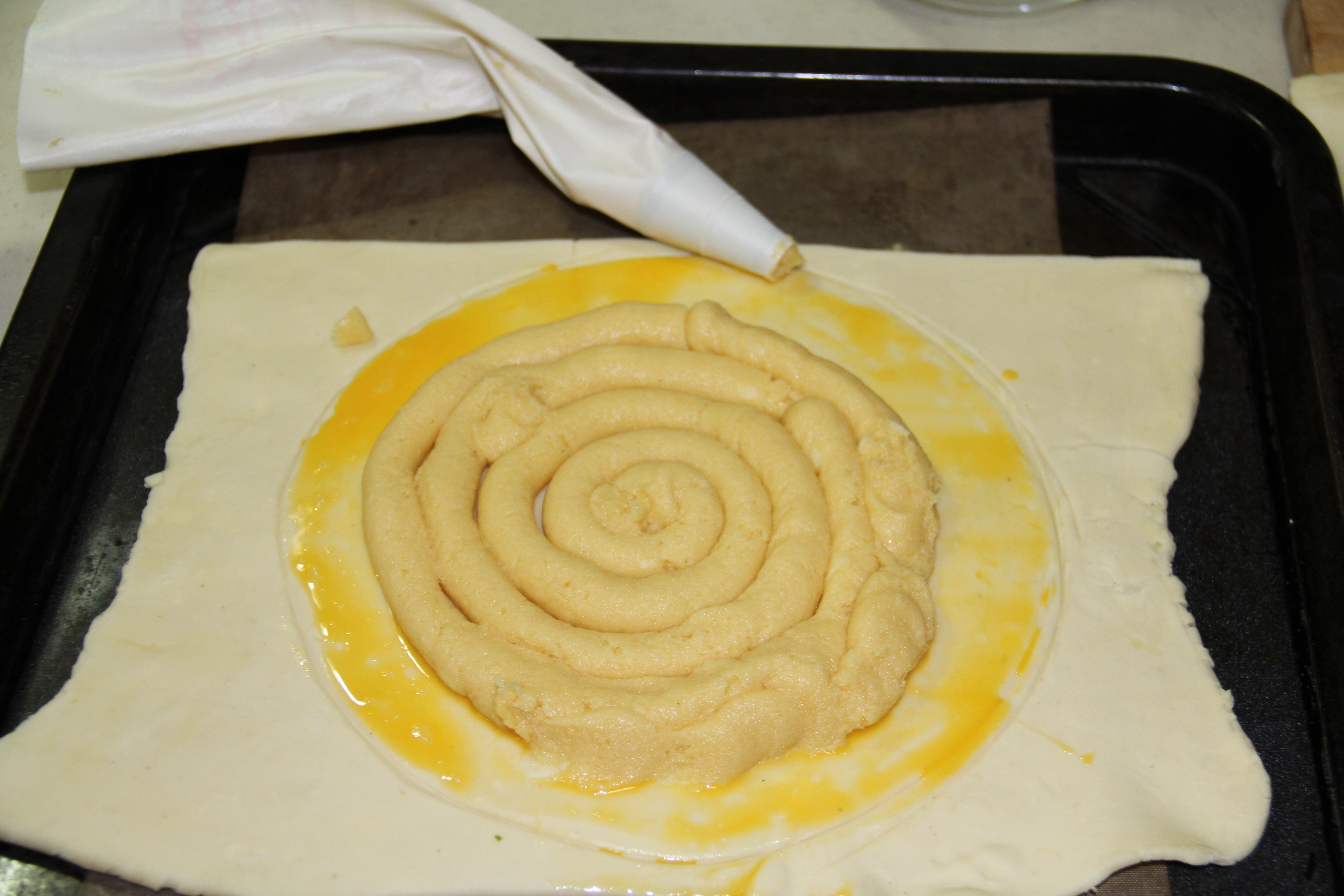
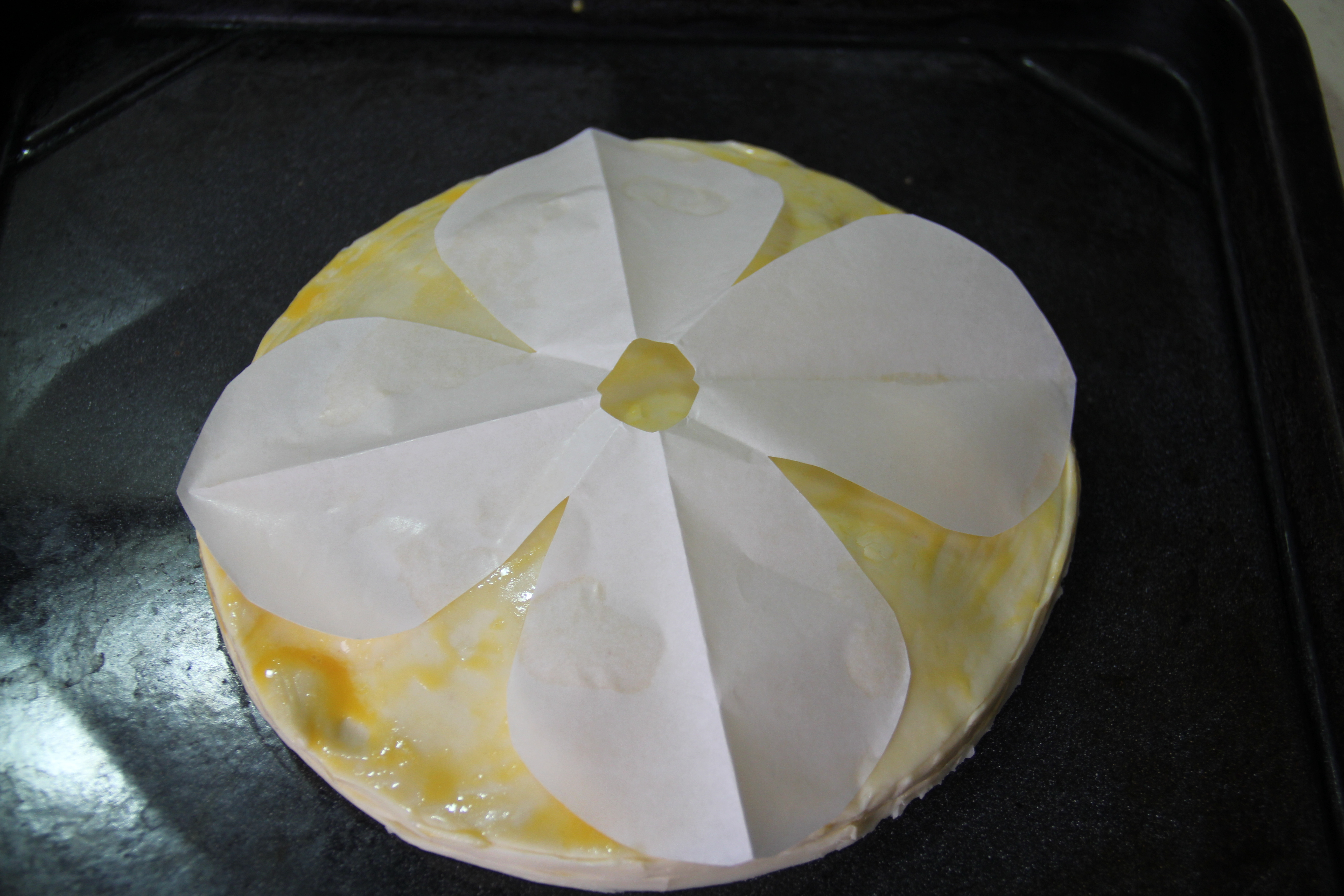
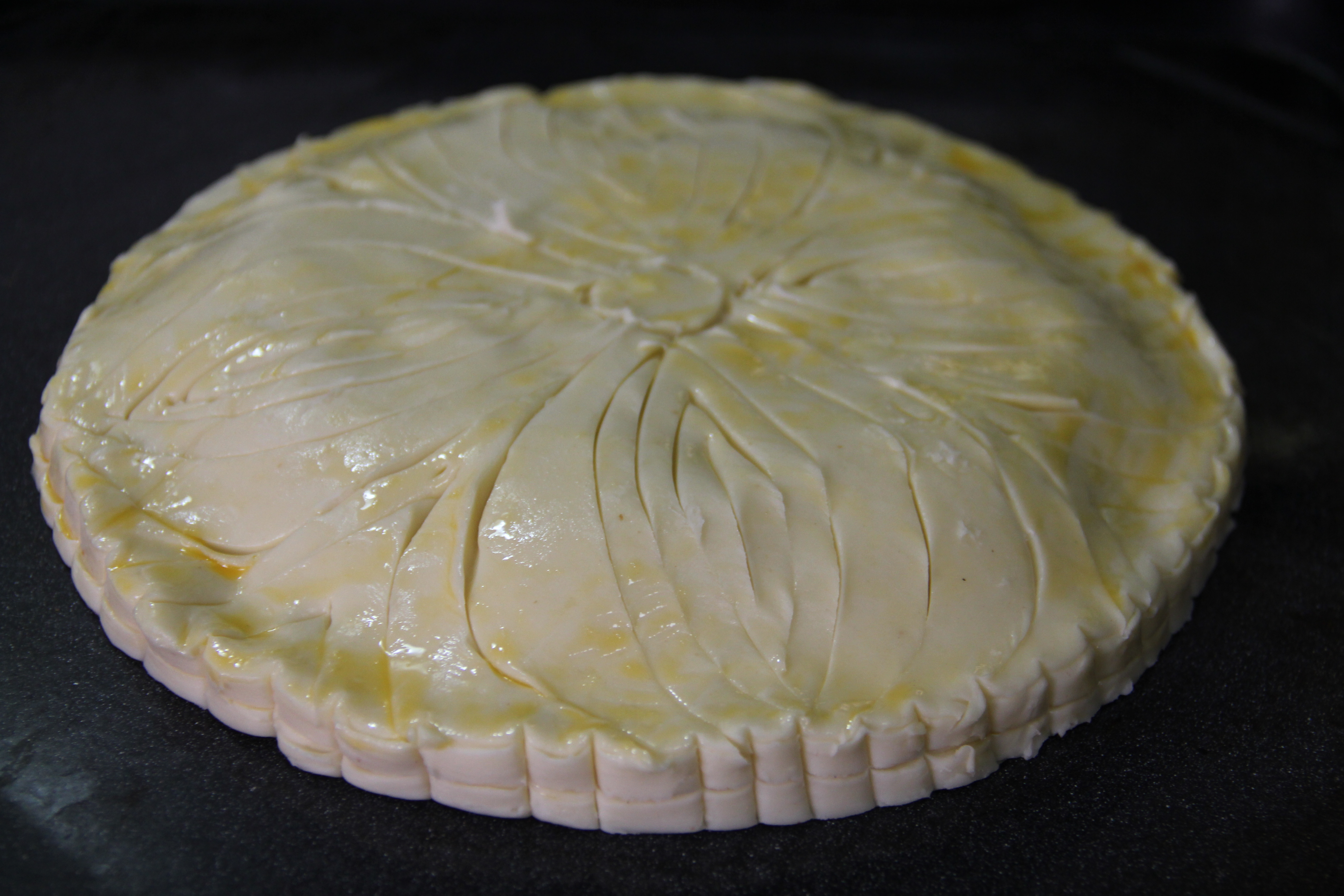
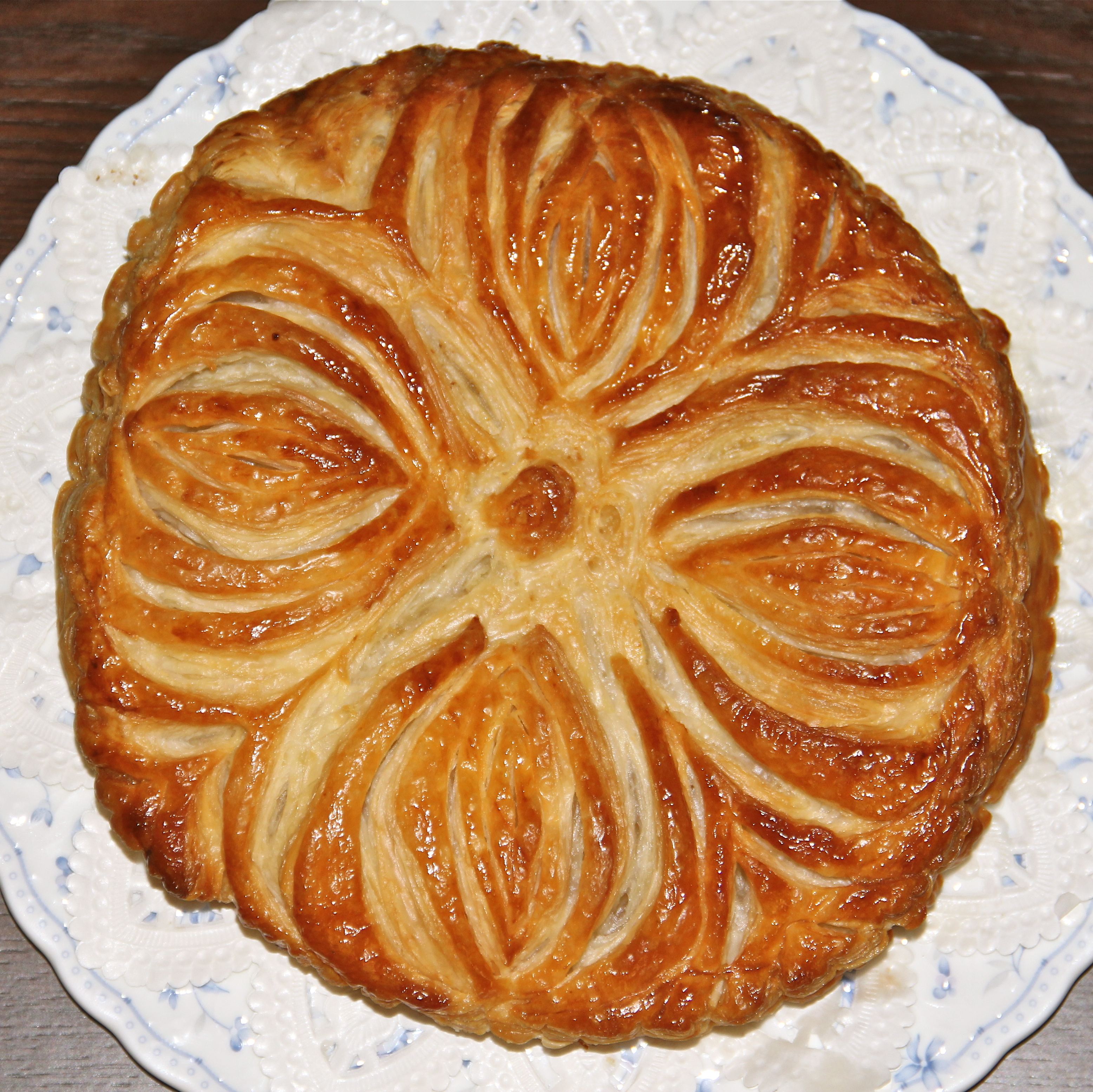

Herstellung der Galette des Rois
Gâteau des Rois

### In Portugal
In Portugal (und in Brasilien) ist der Dreikönigskuchen als Bolo-Rei bekannt. Er wird aus Hefefeinteig wie Brioche gefertigt und mit kandierten Früchten verziert. Nach Portugal kam der Bolo Rei im 19. Jahrhundert über Frankreich, er wird meist einer Krone ähnlich geformt (rund mit einer Öffnung in der Mitte).

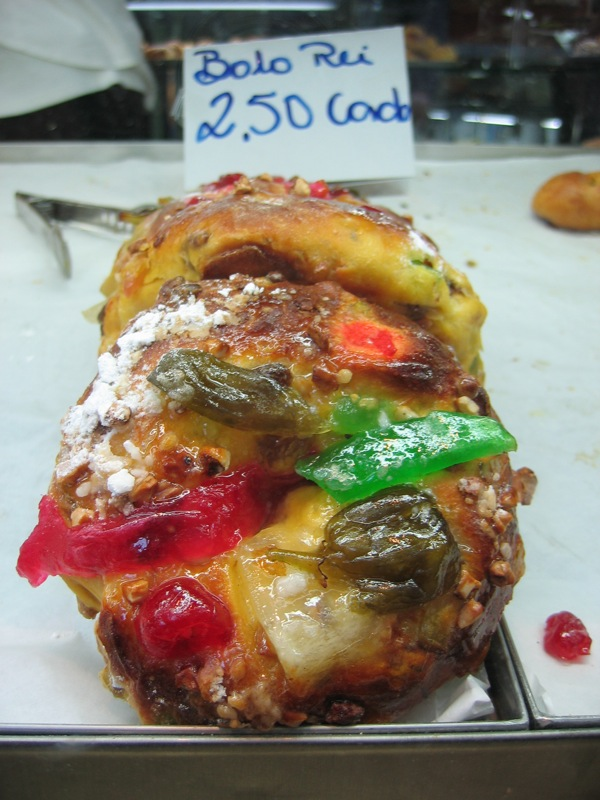
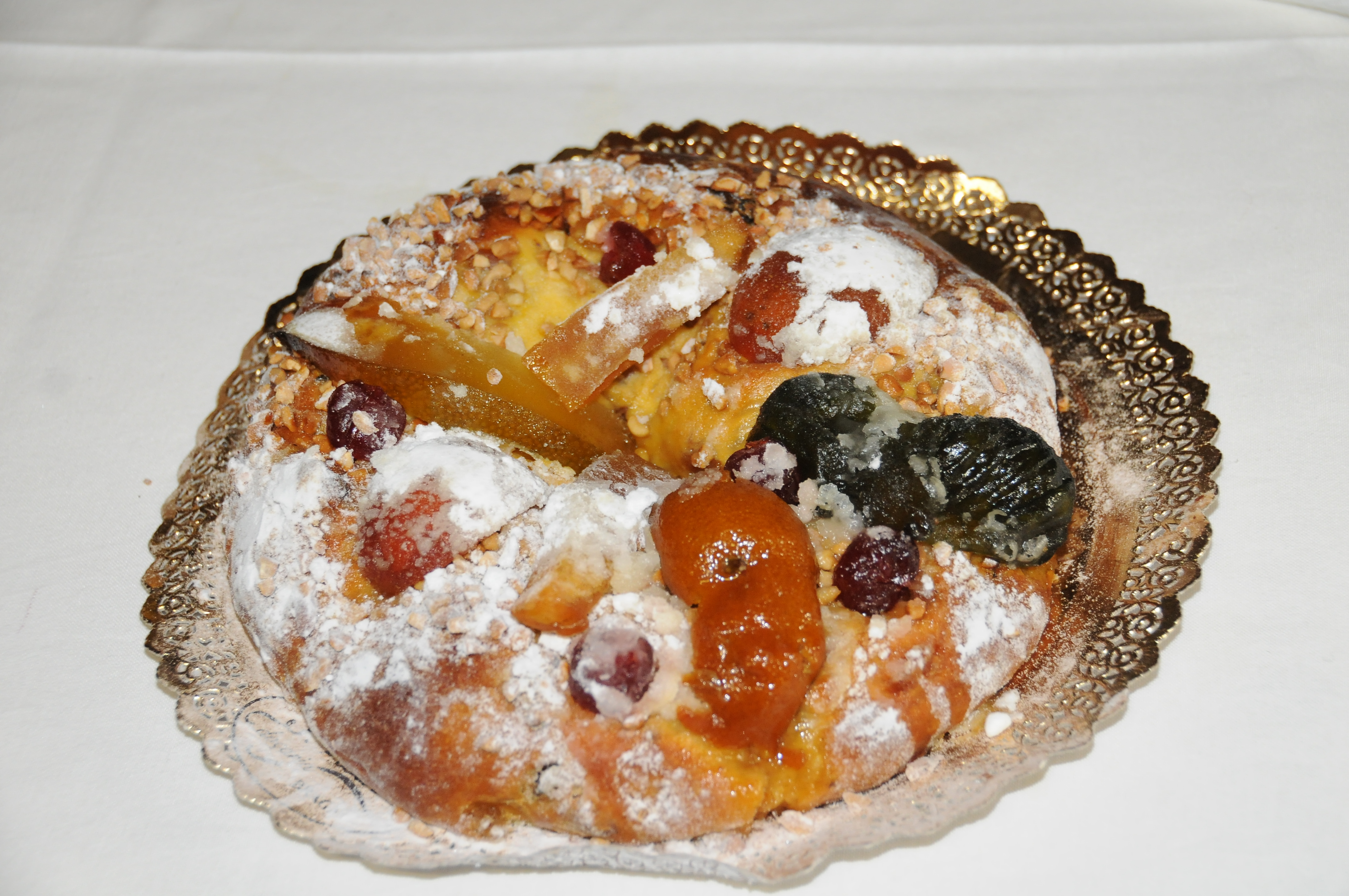
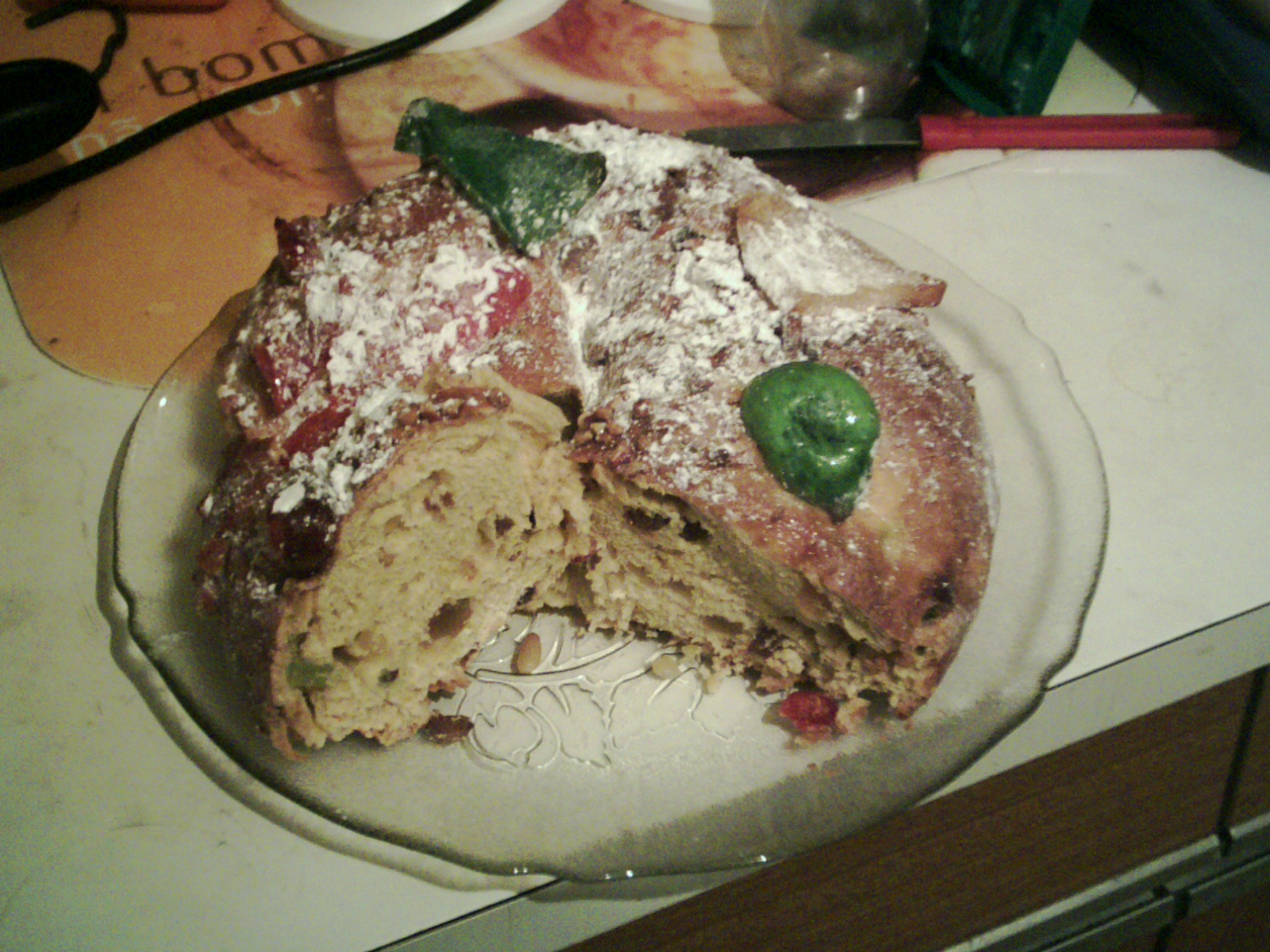

### In Spanien
Der Roscón de Reyes („Königskranz“) ist ein traditioneller Kranzkuchen aus Hefeteig, der in Spanien ab Weihnachten für das Fest der Heiligen Drei Könige am 6. Januar gebacken wird. Es gibt ihn ohne Füllung, mit Schlagsahne, Trüffelfüllung, Puddingcreme oder Cabello de ángel.
Darin versteckt sind jeweils ein Porzellanfigürchen und eine trockene Bohne, die keinesfalls verzehrt werden darf. Die Tradition besagt, dass derjenige, der die Bohne in seinem Kuchenstück findet, den Kuchen für alle Gäste bezahlen muss. Andererseits wird derjenige, der das Glück hat, die kleine Porzellanfigur zu finden, von allen zum „König“ gekrönt. Der Kranzkuchen ist verziert mit kandierten Früchten wie Orangenscheiben, roten und grünen Kirschen u. ä

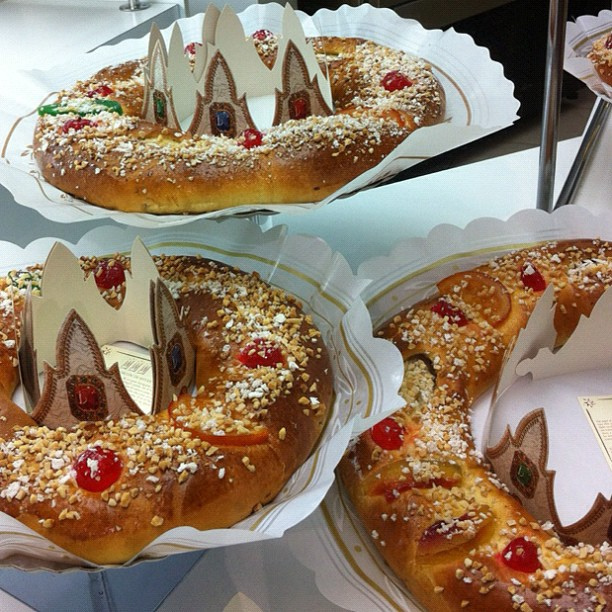
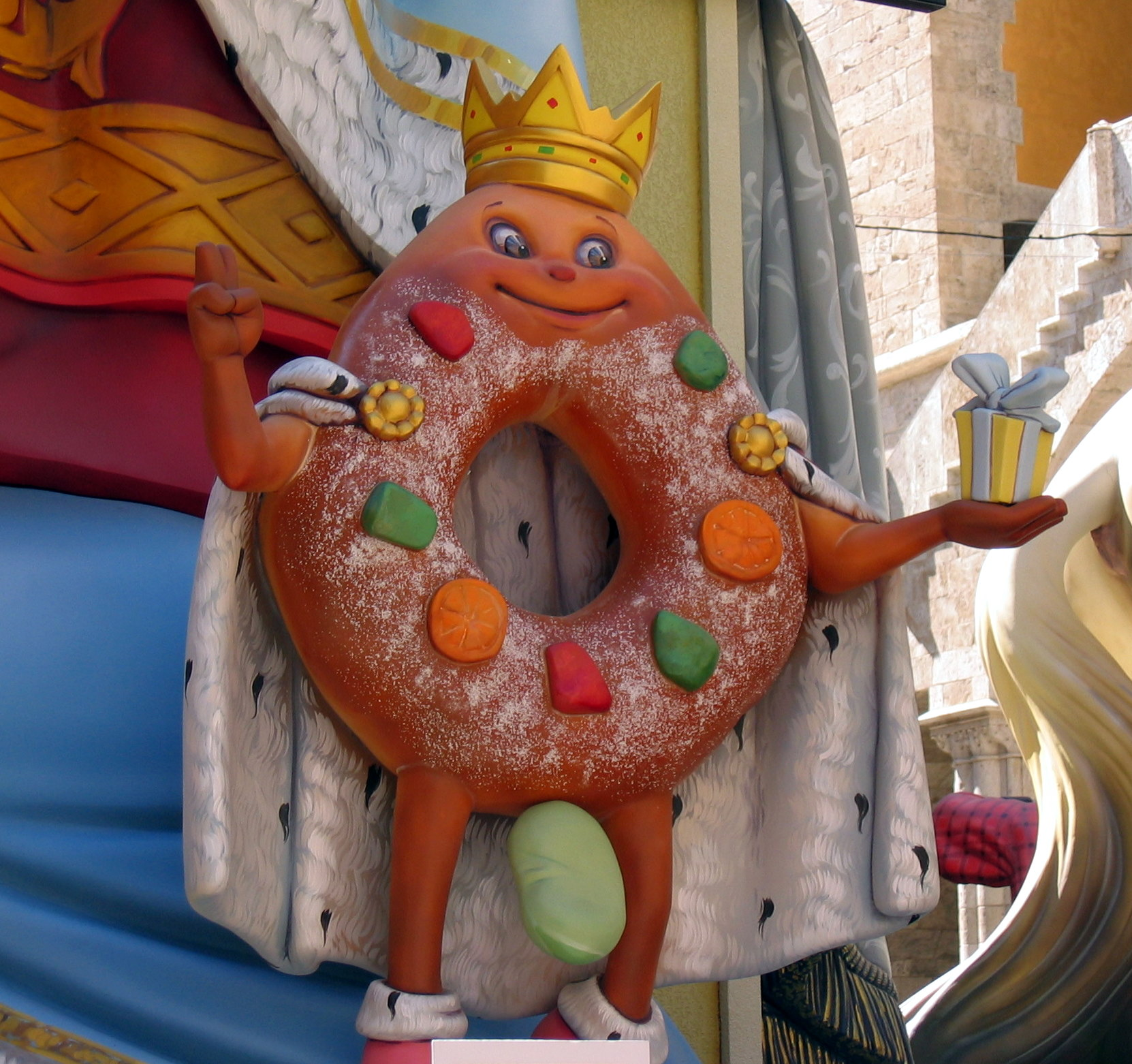
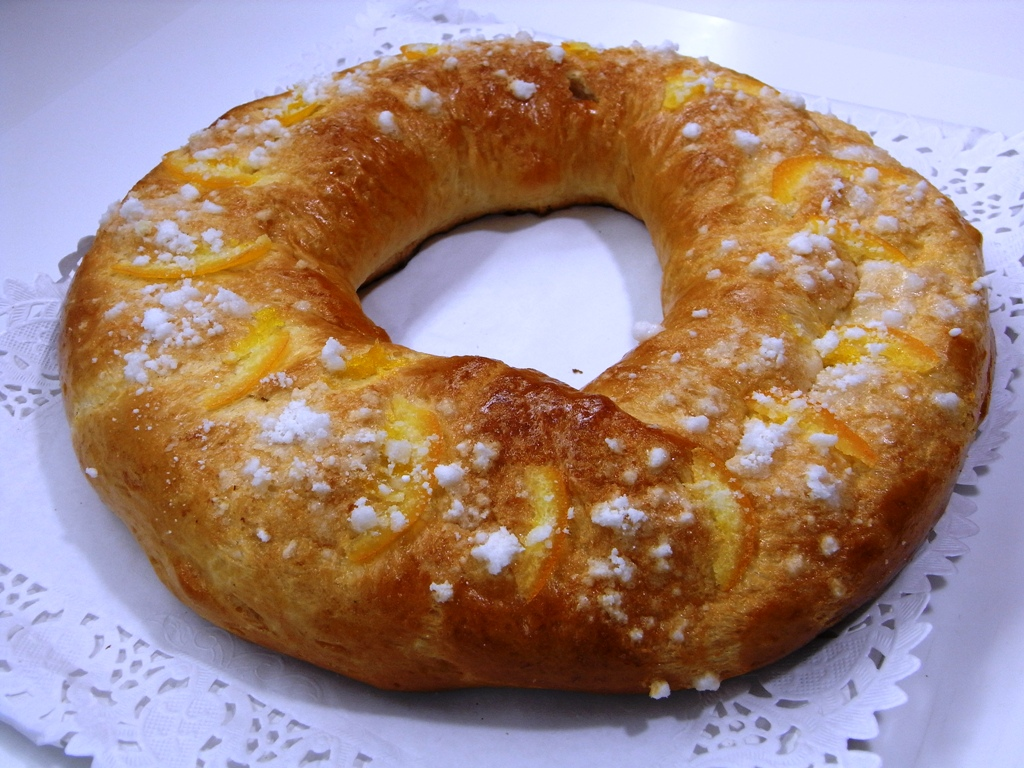
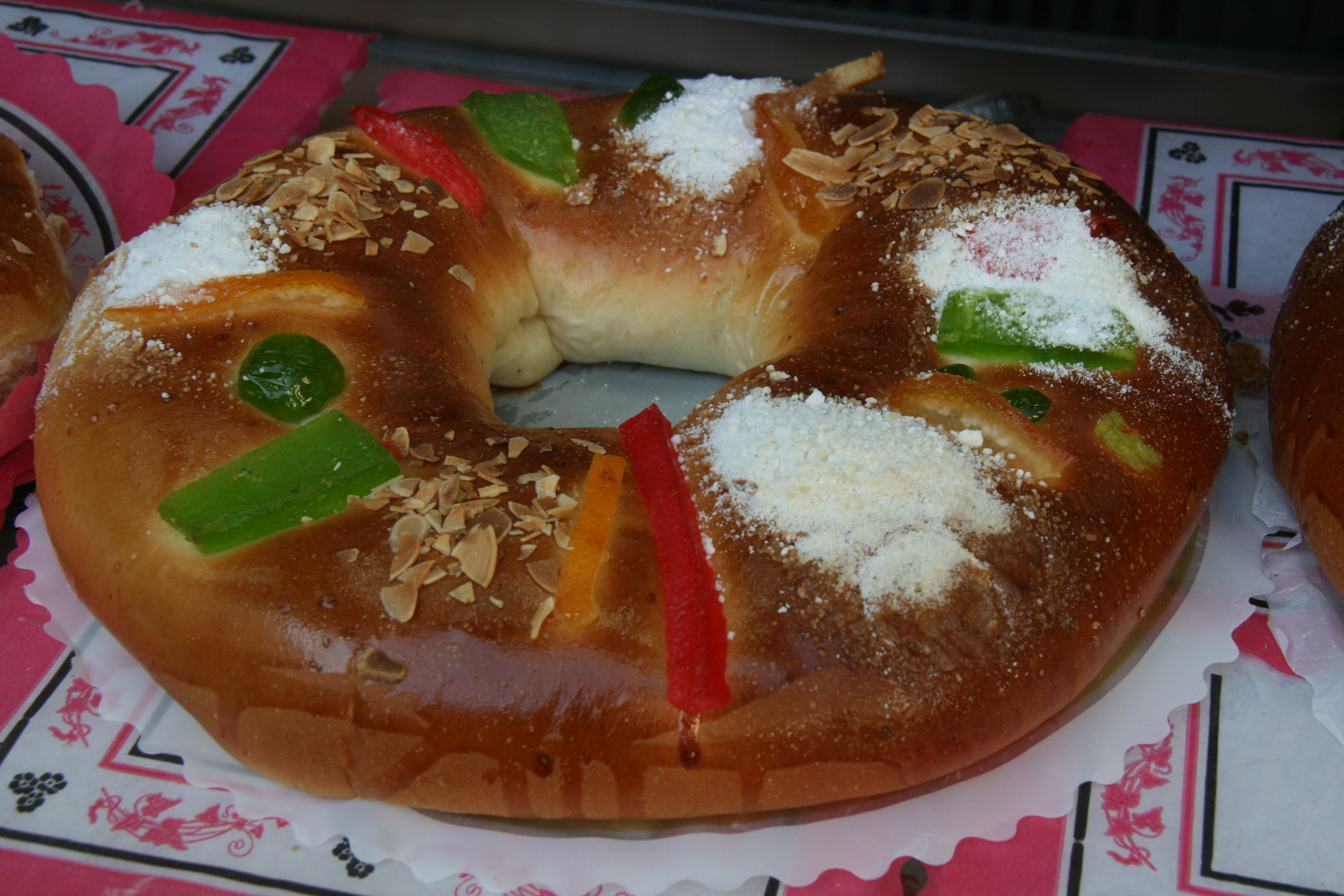

### In Mexiko
Die Tradition der Rosca de Reyes („Königskranz“) wurde in Mexiko im 16. Jahrhundert von Spanien eingeführt. Der Kuchen wird aus Hefeteig und normalerweise ohne Füllung, nur für das Fest der Heiligen Drei Könige am 6. Januar gebacken. Der Kranzkuchen ist verziert mit kandierten Wüstenfrüchten wie Datteln, Feigen u. Ä.
Darin versteckt sind jeweils, nach Wahl, mehrere Porzellan- oder Keramikfigürchen. Die Tradition besagt, dass derjenige, der ein Porzellankind findet, eine Nachfolge zum Fest machen und ebenfalls Tamales für alle Gäste backen muss. Das Fest wird dann am 2. Februar, der Fiesta de la Candelaria (Mariä Lichtmess), gefeiert.

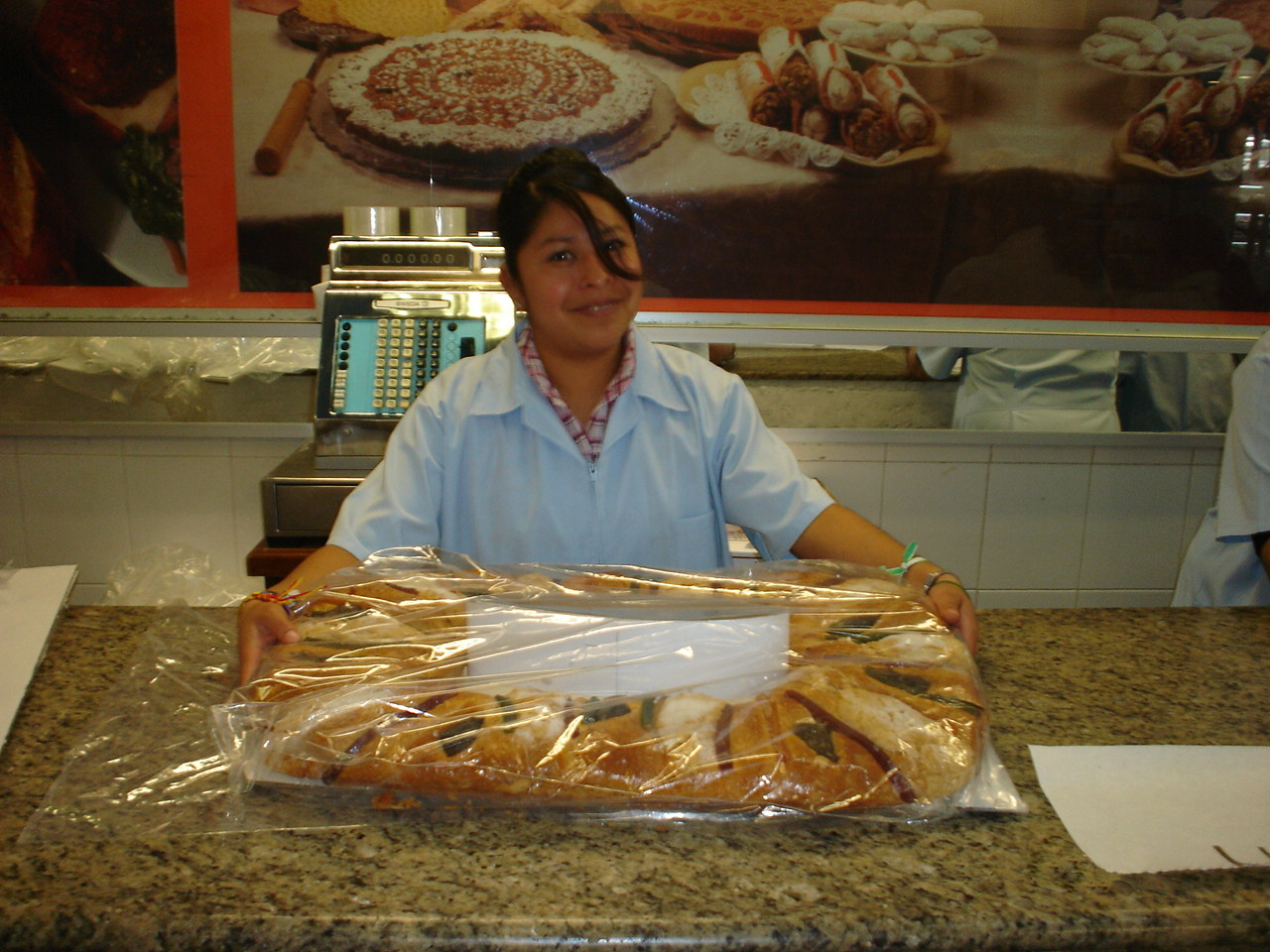
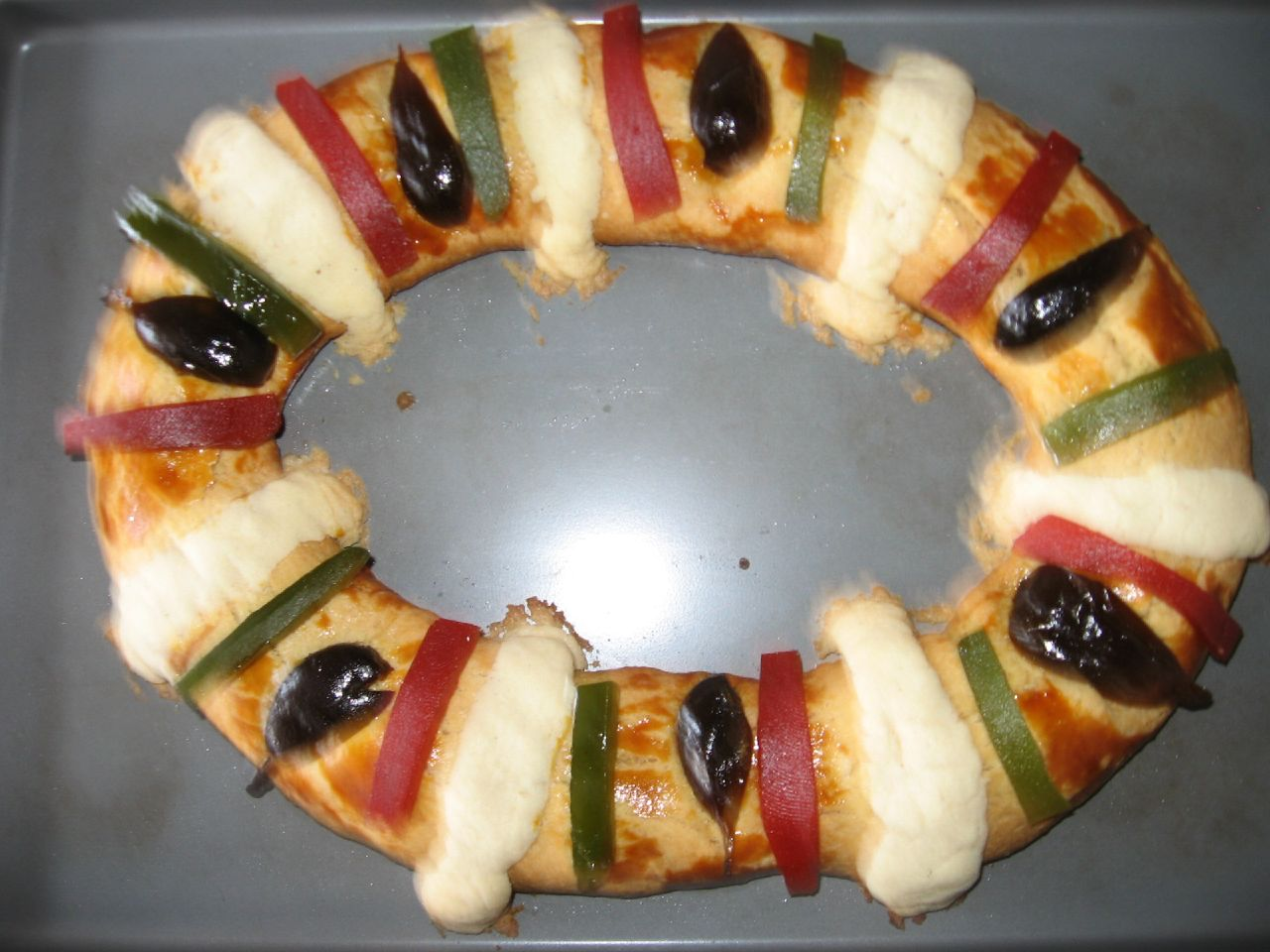
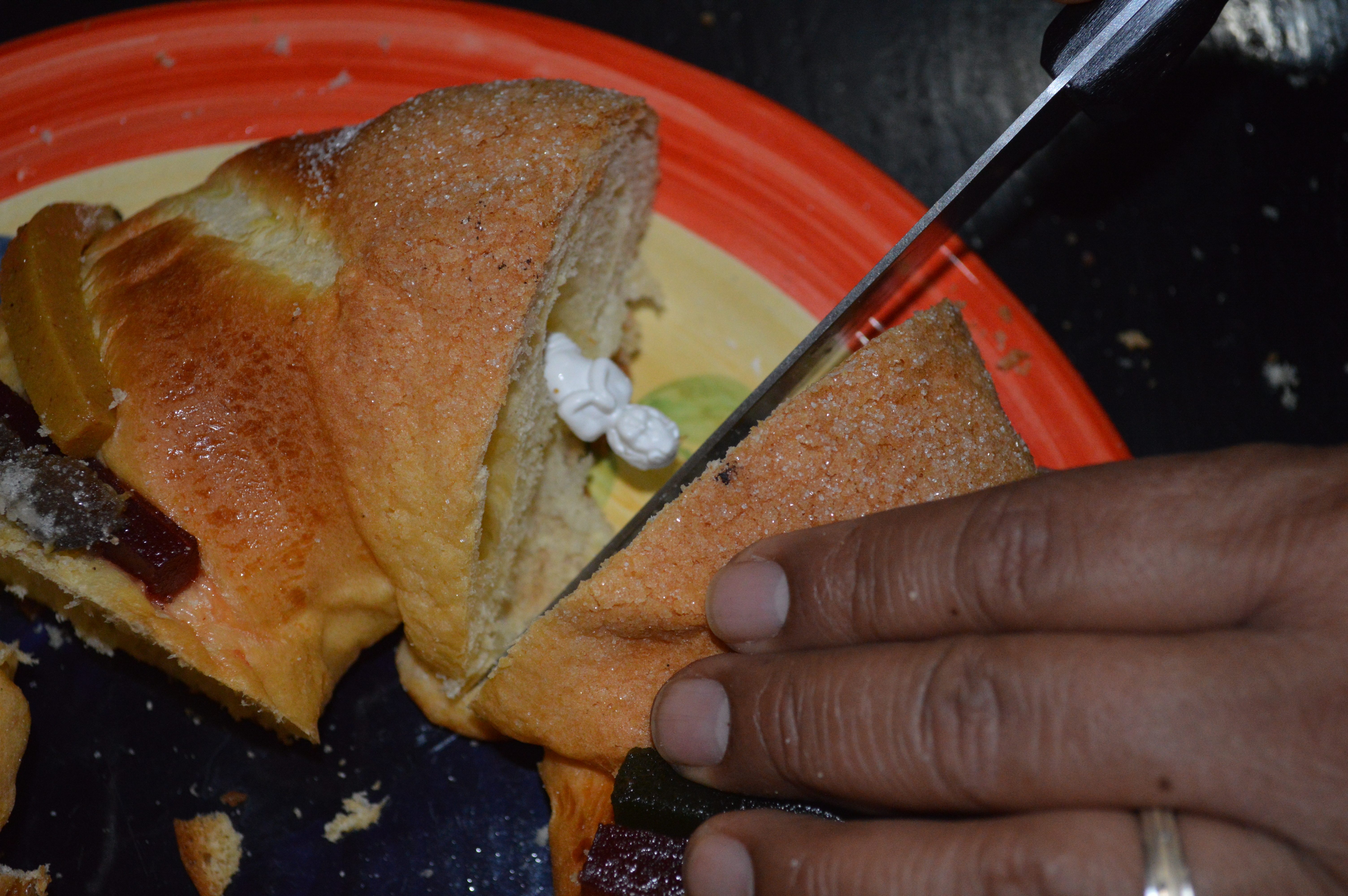

### Louisiana
Die Tradition des King Cake in Louisiana und insbesondere in New Orleans wurde von französischen Einwanderern begründet und reicht ins 19. Jahrhundert zurück. Diese Einwanderer brachten sowohl die nordfranzösische Galette des Rois aus Blätterteig mit Marzipanfüllung (heute als French King Cake bekannt) als auch die südfranzösische Variante des bunt dekorierten Hefeteigrings (heute als King Cake bekannt) nach New Orleans, wo beide Versionen bis heute existieren. Gemeinsam haben beide Sorten, dass eine kleine Babyfigur aus Plastik, die das neugeborene Christuskind symbolisiert, im Kuchen versteckt wird (früher wurden Nüsse, Bohnen, Erbsen oder Münzen benutzt). Der Finder ist der König oder die Königin des Tages und muss die nächste King-Cake-Party ausrichten.
Der ringförmige King Cake, aus Brioche-Teig oder auch dänischem Plunder-Teig, wird in der Mardi-Gras-Season oder Carneval Season, die in New Orleans vom Dreikönigstag (6. Januar) bis Fasnachtsdienstag dauert, gebacken und auf King-Cake-Parties verzehrt. Die Kuchen sind mit Zuckerguss und bunten Zuckerstreuseln in den traditionellen Farben des Mardi Gras, Grün, Lila und Gold, verziert. Die Farben stehen für Gerechtigkeit, Treue und Macht und erinnern an die Juwelen in den Kronen der weisen Könige, die das Jesuskind aufsuchten. Wurden die Kuchen früher eher zuhause gebacken, zählen sie seit den 1950er Jahren zum Angebot von Bäckereien und Supermärkten und werden in großer Zahl verkauft. Seit den 1980er Jahren existiert der früher meist ungefüllte oder nur mit Zimt gewürzte King Cake in vielen Varianten mit verschiedenen Füllungen, wie beispielsweise Cream Cheese and Apple, Triple Chocolate oder Vodka und wird von New Orleans in viele andere Bundesstaaten der USA und darüber hinaus exportiert. Ende der 1980er Jahre stieß die Spezialität zunehmend auf Interesse bei Journalisten, die über den King Cake in überregionalen Zeitungen berichteten, was die Nachfrage weiter wachsen ließ.
Die Variante aus Blätterteig ist etwas seltener anzutreffen und wird meist von den French Bakeries produziert und angeboten.

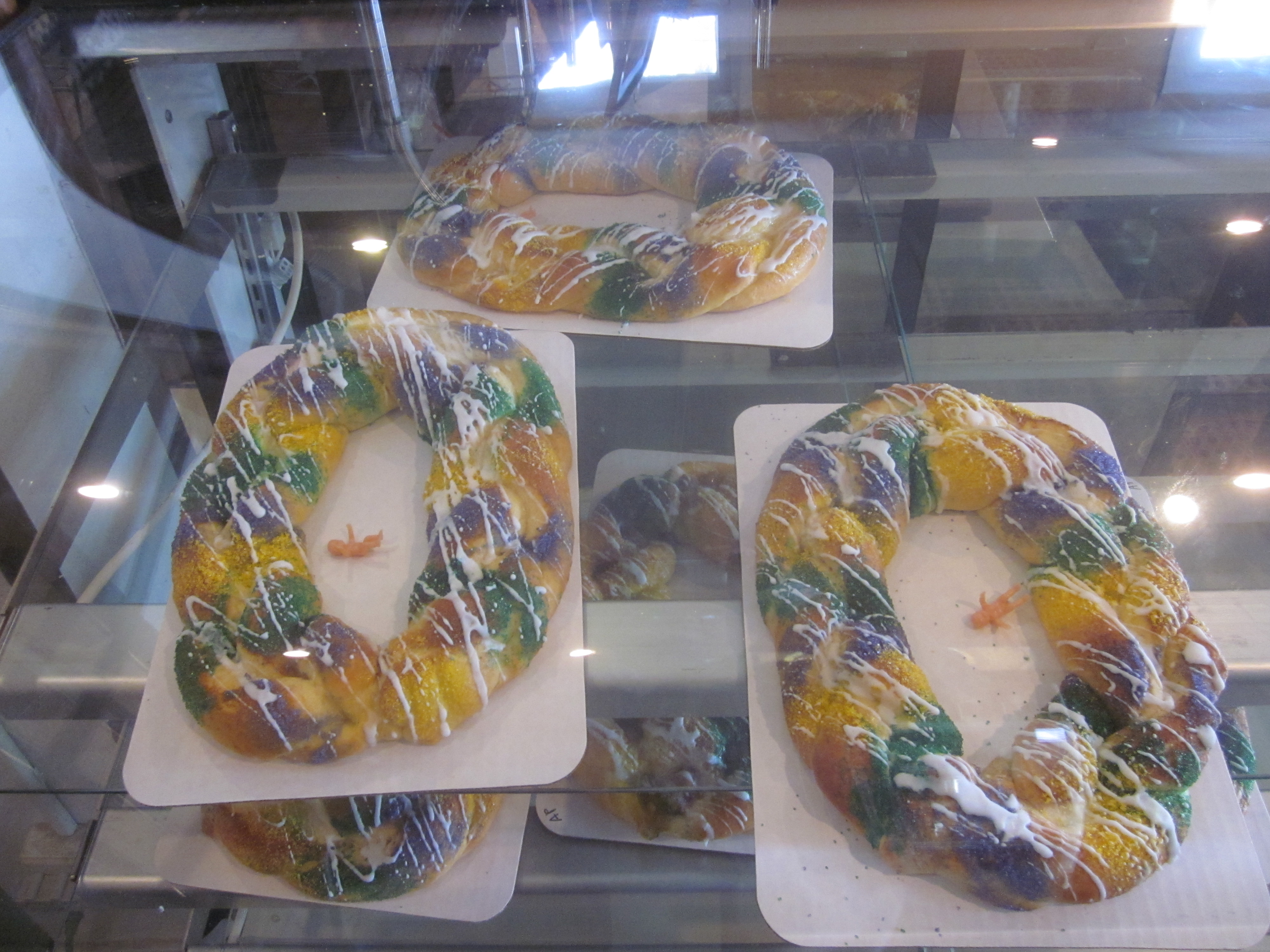
King Cakes in den traditionellen Mardi-Gras-Farben
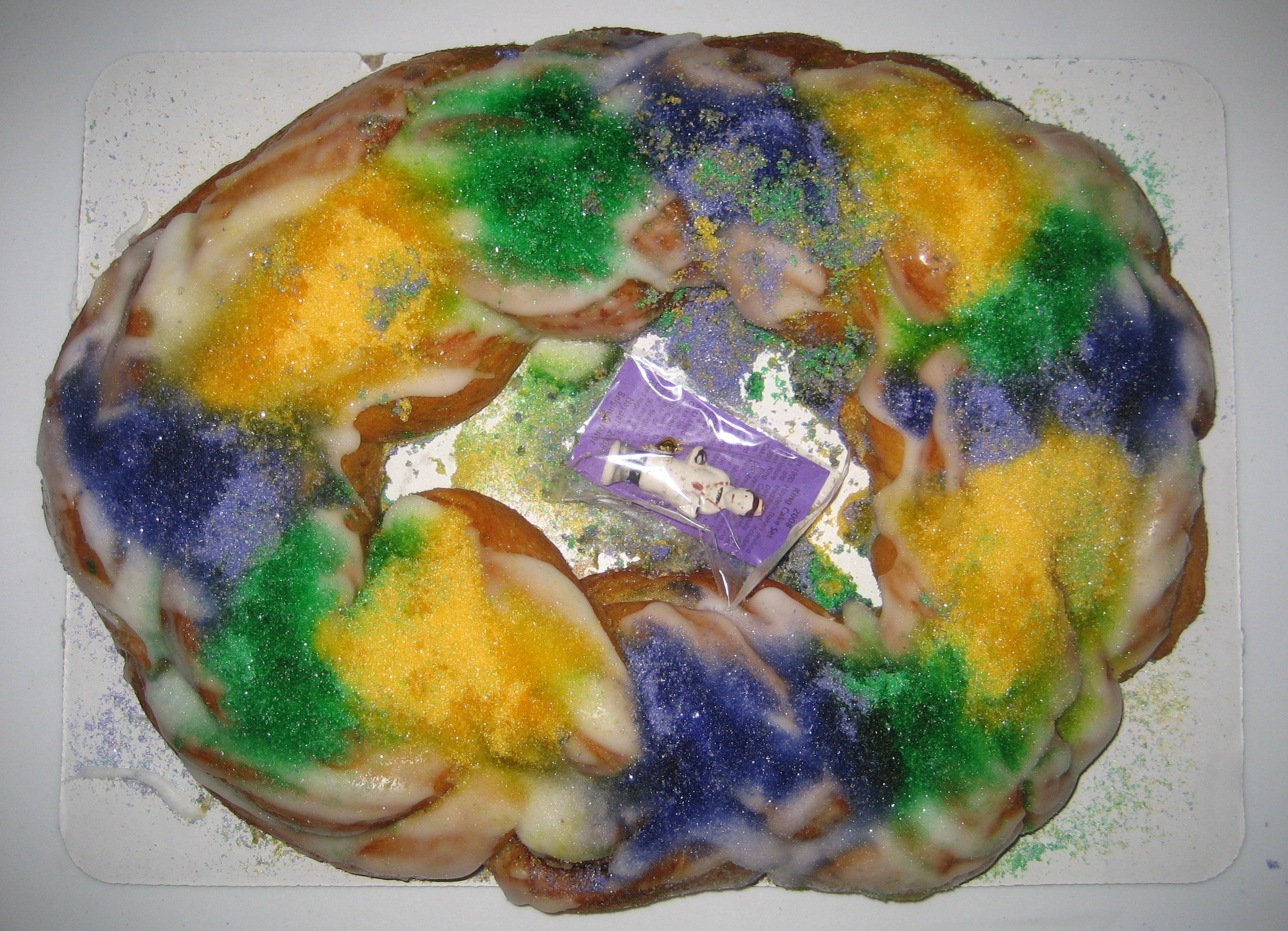
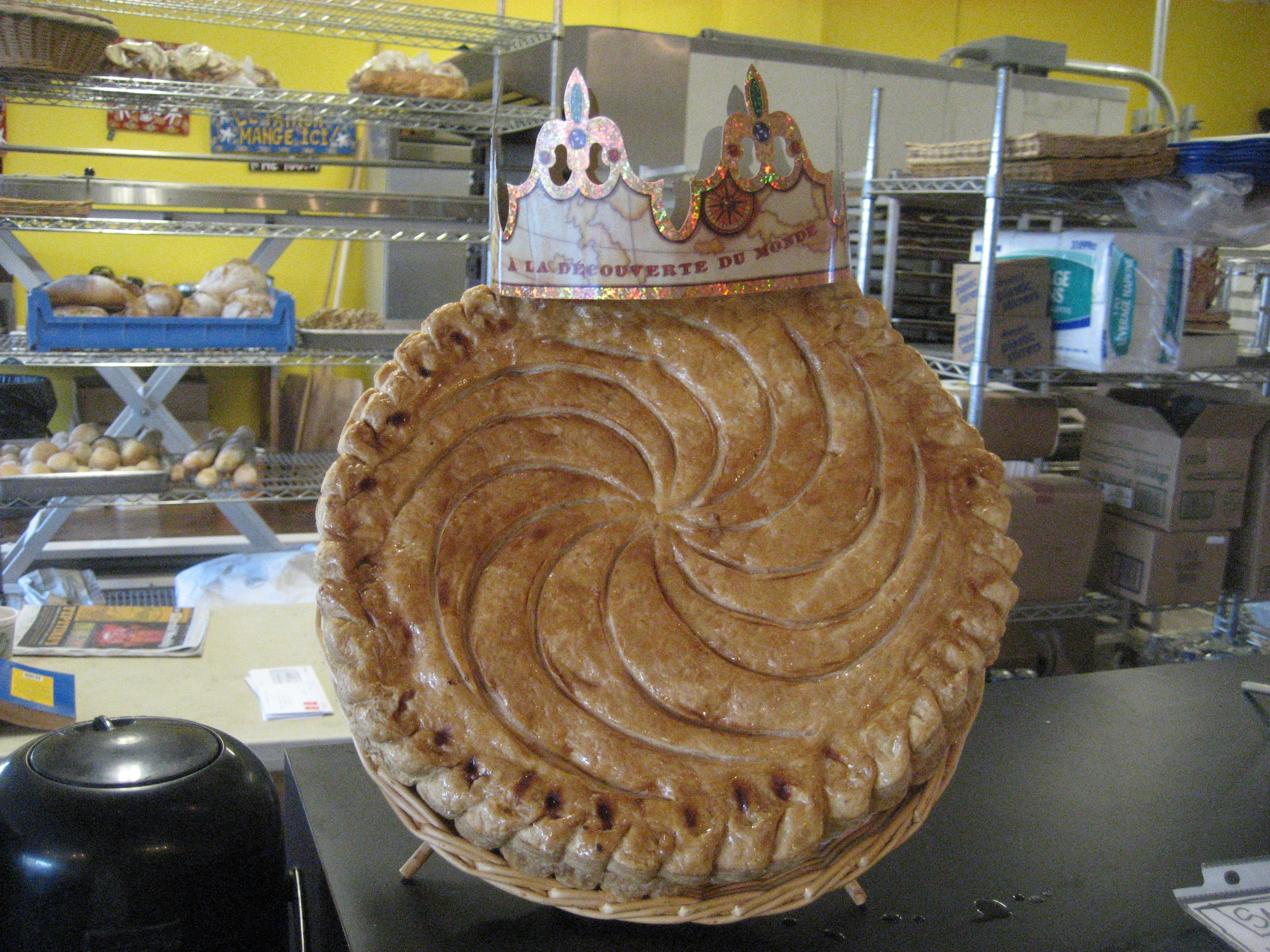
French King Cake in New Orleans